# Pickelhaube

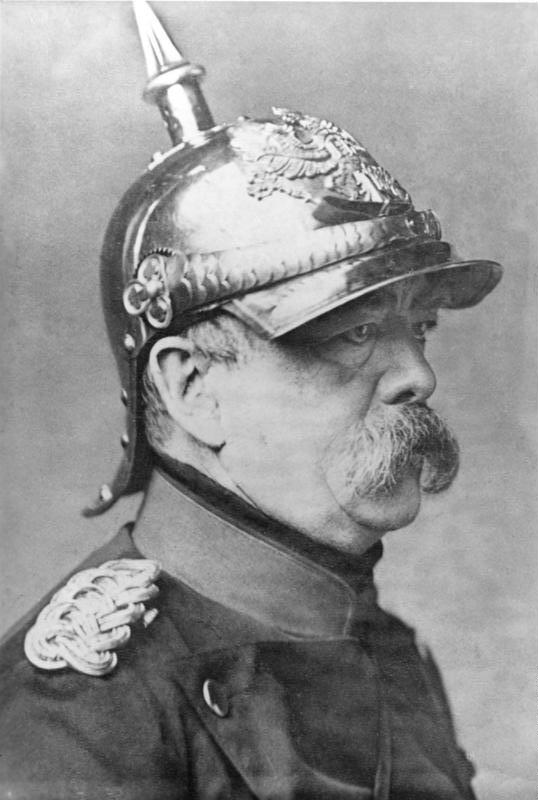
Otto von Bismarck német birodalmi kancellár vértes nehézlovassági Pickelhaube sisakban

A Pickelhaube, vagy Pickelhelm eredetileg elsőként a Porosz Királyság Királyi Porosz Hadserege (Königlich Preußische Armee) számára 1842-ben IV. Frigyes Vilmos porosz király rendeletére bevezetett, a gyalogság, a tüzérség és egyes lovassági alakulatok számára lakkozott bőrből, a nehézlovasság számára fémből készült, jellegzetes, hegyes csúcsdíszes sisakja, melyet rövidesen több más állam hadserege is rendszeresített. A Pickelhaube sisak a porosz és német militarizmus egyik ikonikus jelképének tekinthető.

## Előzményei
A Pickelhaube előzményének a különböző európai hadseregekben a 18. század második felében előbb a lovasságnál, majd a gyalogságnál megjelenő díszes, antik görög-római mintákat követő bőrsisakok tekinthetőek, mint az 1762-től rendszeresített francia tarajos dragonyossisak, illetve a brit Sir Banastre Tarleton ezredes által az amerikai függetlenségi háború (1775-1783) során bevezetett Tarleton-sisak tekinthetőek.

## Rendszeresítése
Az 1830-as években I. Miklós orosz cár tervezte az  Orosz Császári Hadsereg (Ру́сская импера́торская а́рмия – Russzkaja imperatorszkaja armija) gyalogsága csákóinak lecserélését egy, az orosz vértes nehézlovasság és a dragonyos lovasság által viselt tarajos bőrsisakhoz hasonló fejfedővel. A cár Lev Ivanovics Kil (Ludwig Karl von Kiel) főszállásmestert bízta meg az új sisak megtervezésével, Kil főszállásmester terve alapvetően a tarajos, lovassági bőrsisakon alapult, annyi különbséggel, hogy a taraj helyére egy lángokat vető gránátban végződő, hegyes csúcsdísz került. 
1837-ben Frigyes Károly Sándor porosz királyi herceg, III. Frigyes Vilmos porosz király fia Oroszországba látogatott, ahol I. Miklós cár bemutatta neki a rendszeresíteni kívánt orosz bőrsisak terveit. A porosz királyi herceg tetszését annyira megnyerte a tervezett orosz sisak, hogy Berlinbe hazatérve javasolta rendszeresítését a Királyi Porosz Hadsereg számára, az addigi csákók helyett apájának, III. Frigyes Vilmosnak, azonban a kérést az uralkodó elutasította, mivel drágának és fölöslegesnek tartotta.

## Poroszország és Németország
Az új porosz uralkodó, Frigyes Károly Sándor bátyja, IV. Frigyes Vilmos 1842. október 23-án kelt királyi rendelete döntött a Pickelhaube rendszeresítéséről a porosz hadseregben. A legénységi és altiszti sisakokat a tiszti változatoktól alapvetően utóbbiak jóval hosszabb csúcsdísze különböztette meg, a legénységi változatok címerei és csúcsdíszei sárgarézből, a tiszti sisakoké esetenként ezüstből készültek.
Az 1871-ben létrejött német egységállam, a Német Birodalom hadseregének neve Deutsches Heer (Német Hadsereg), ritkábban Reichsheer (Birodalmi Hadsereg) volt. Tükrözve a Német Birodalom államszövetség jellegét, a Bajor Királyság, a Szász Királyság és a Württembergi Királyság békeidőben megőrizte saját hadseregeinek, a Királyi Bajor Hadseregnek (Königlich Bayerischen Armee), a Királyi Szász Hadseregnek (Königlich Sächsische Armee) és a Királyi Württembergi Hadseregnek (Königlich Württembergische Armee) autonómiáját, ugyanakkor a többi német állam csapatai 1871-től betagozódtak a Porosz Királyság Királyi Porosz Hadseregének (Königlich Preußische Armee) kötelékébe. A Német Hadsereg  megteremtésének jogi alapjait az 1871-es Birodalmi Alkotmány (Reichsverfassung) és a Poroszország, valamint a többi német állam közötti megállapodások, illetve az 1874-es birodalmi katonai törvény (Reichsmilitärgesetz) teremtették meg. Békeidőben csak a Királyi Porosz Hadsereg és az abba betagozódott kisebb német államok csapatai álltak a német császár és porosz király közvetlen és korlátlan főparancsnoksága (Kaiserliche Kommandogewalt) alatt, a bajor, a szász és a württembergi hadseregek csak háború kitörése esetén kerültek a császár fennhatósága alá, békeidőben saját uralkodóik irányítása alatt maradtak.
Így II. Vilmos német császár és porosz király csak az I. világháború kitörésekor vehette át a teljes Német Hadsereg fölötti főparancsnoklás jogát. A bajor katonák különleges privilégiumként békeidőben csak a bajor királynak tettek hűségesküt, és csak háború esetén esküdtek fel a német császárra. A Német Hadsereget a gyakorlatban a Nagyvezérkar (Große Generalstab), élén a Nagyvezérkar főnöke (Chef des Großen Generalstabs) irányította, utóbbi tisztét 1871-1888 között Helmuth Karl Bernhard von Moltke tábornagy (Generalfeldmarschall), 1888-1891 között Alfred Ludwig Heinrich Karl von Waldersee tábornagy, 1891-1906 között Alfred von Schlieffen tábornagy, 1906-1914 között Helmuth Johannes Ludwig von Moltke vezérezredes (Generaloberst) töltötte be. Az egyes német államok alakulatai mindig a saját címerüket, és a német birodalmi kokárda mellett saját nemzeti kokárdájukat viselték Pickelhaube sisakjaikon, ez igaz a Királyi Porosz Hadseregbe betagozódott kisebb német államok alakulataira is. Háború és tábori körülmények esetén a Pickelhaube sisakokhoz sisakhuzatot rendszeresítettek.

### M1842Pickelhaube
Az első változat, az M1842 típusú Pickelhaube, 34–38 cm magas sisakharanggal készült, melyet 14 cm-es, hegyes csúcsdísz ékesített, a gyalogság mellett rendszeresítették a tüzérségnél és egyes lovassági alakulatoknál is.

#### Tüzérségi változat, az M1843Kugelhelm
1842-1844 között a porosz tüzérség a gyalogsági, M1842 típusú, hegyes csúcsdíszes Pickelhaube sisakot viselte, azonban egy 1844. szeptember 19-i királyi rendelet lecseréltette az ágyúk kezelése közben balesetveszélyesnek bizonyult hegyes csúcsdíszt egy gömb alakú, ágyúgolyót mintázóra, ez lett az M1843 Kugelhelm.

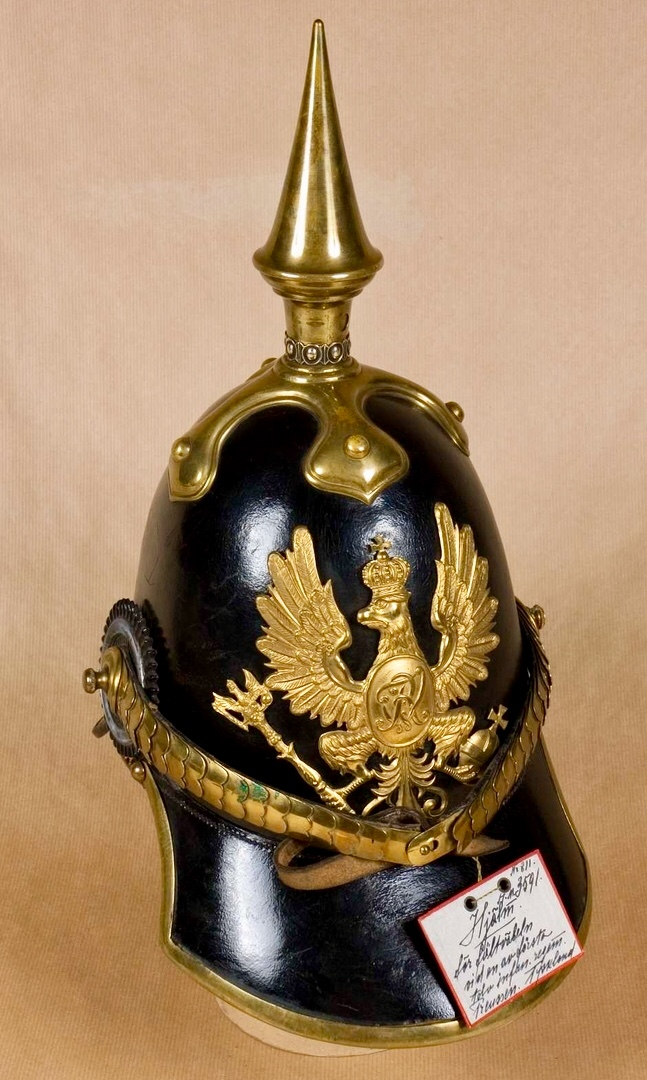
M1842 mintájú, azaz az eredeti, első porosz Pickelhaube sisak
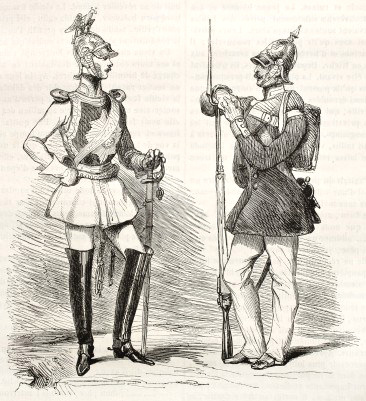
M1842 mintájú Pickelhaube sisak. A bal oldali fémből készült, csúcsdísz helyett porosz sast formázó sisakdísszel, az elit vértes lovastestőrezred (Regiment der Gardes du Corps) állományából, jobbra gyalogos, csúcsdíszes bőrsisakban.

### M1856Pickelhaube
Egy 1856. június 26-i királyi rendelet a sisakszíj domború sárgaréz pikkelyeit lapos sárgaréz pikkelyekre változtatta a gyalogsági Pickelhaube sisakok esetén, a lovassági és tüzérségi változatok ellenben megtartották a domború állpikkelyeket, ez lett az M1856 mintájú változat.

### M1857Pickelhaube
Egy 1857. december 24-i királyi rendelet jelentősen csökkentette a porosz Pickelhaube sisakok méretét, pontosabban a sisakharang magasságát, az M1842 mintájú sisakokat az új, kisebb méretűre alakították át, emiatt az eredeti M1842 Pickelhaube sisakok mára rendkívül ritkák. A sisakok oldalán az addigi gyapjúból készült fekete-fehér-fekete porosz nemzeti színű kokárdákat egy 57 mm-es, tartósabb, festett fém kokárda váltotta fel.

### M1860Pickelhaube
Egy 1860. november 4-i királyi rendelet ismét csökkentette a Pickelhaube méretét, ez lett az M1860 mintájú típus. Egy korábbi, 1860. május 10-i királyi rendelet előírta, hogy a sisakokon lévő porosz királyi címersast a "MIT GOTT FÜR KOENIG UND VATERLAND" ("Istennel a királyért és a hazáért") felirattal kell kiegészíteni. A sisak méretének csökkenése miatt a címersas méretét szintén 125 mm-esről 120 mm-esre csökkentették. 1860-tól a második lépcsős, Landwehr alakulatok, melyek 1842-től szintén Pickelhaube sisakot viseltek, lecserélték ezt az M1860 mintájú csákóra, azonban 1881-től a Landwehr alakulatok ismét visszakapták a Pickelhaube sisakjaikat.

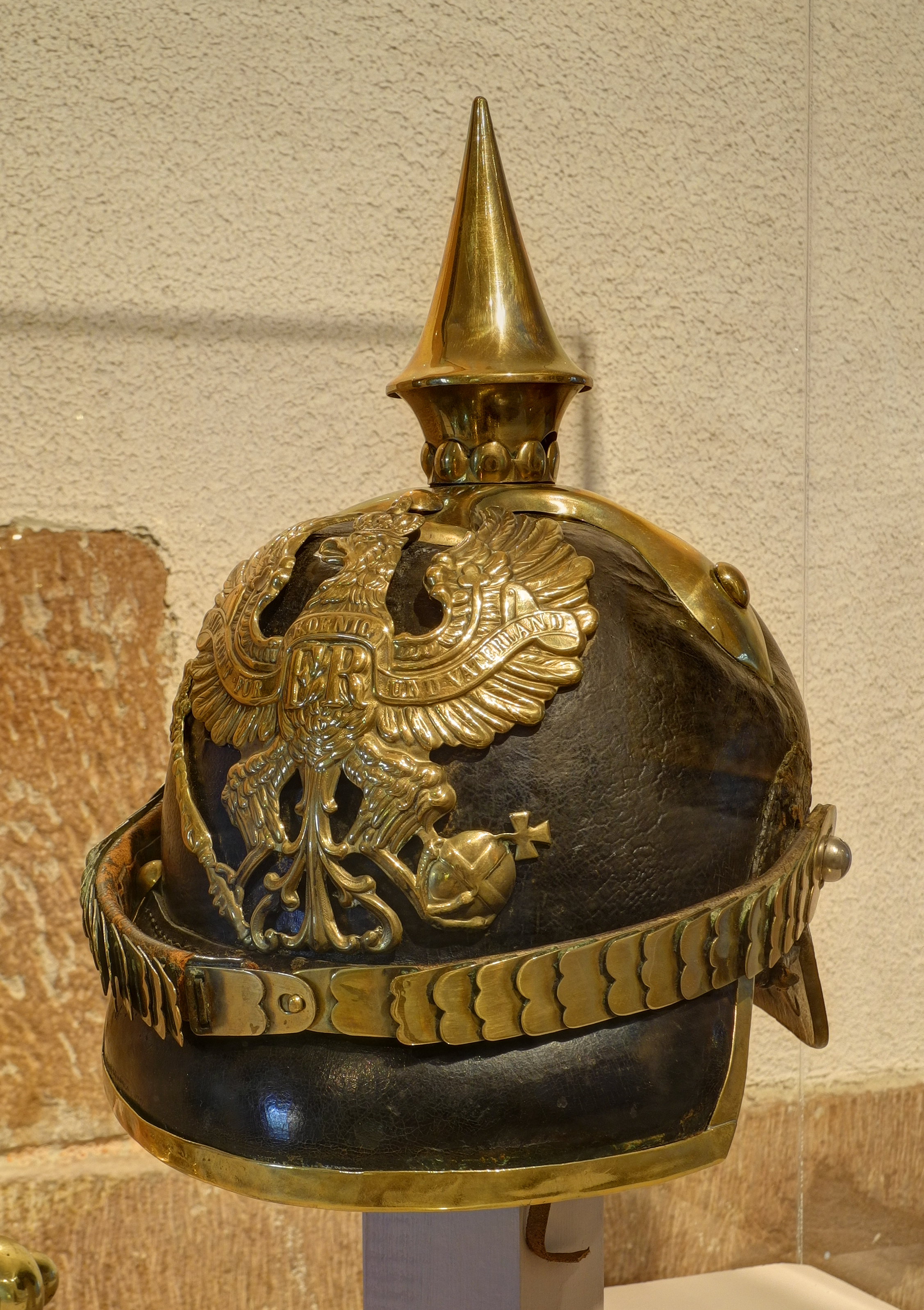
M1860 mintájú Pickelhaube, a gyalogezredek katonái számára készült változat, a gyalogságnál használt porosz címersassal.
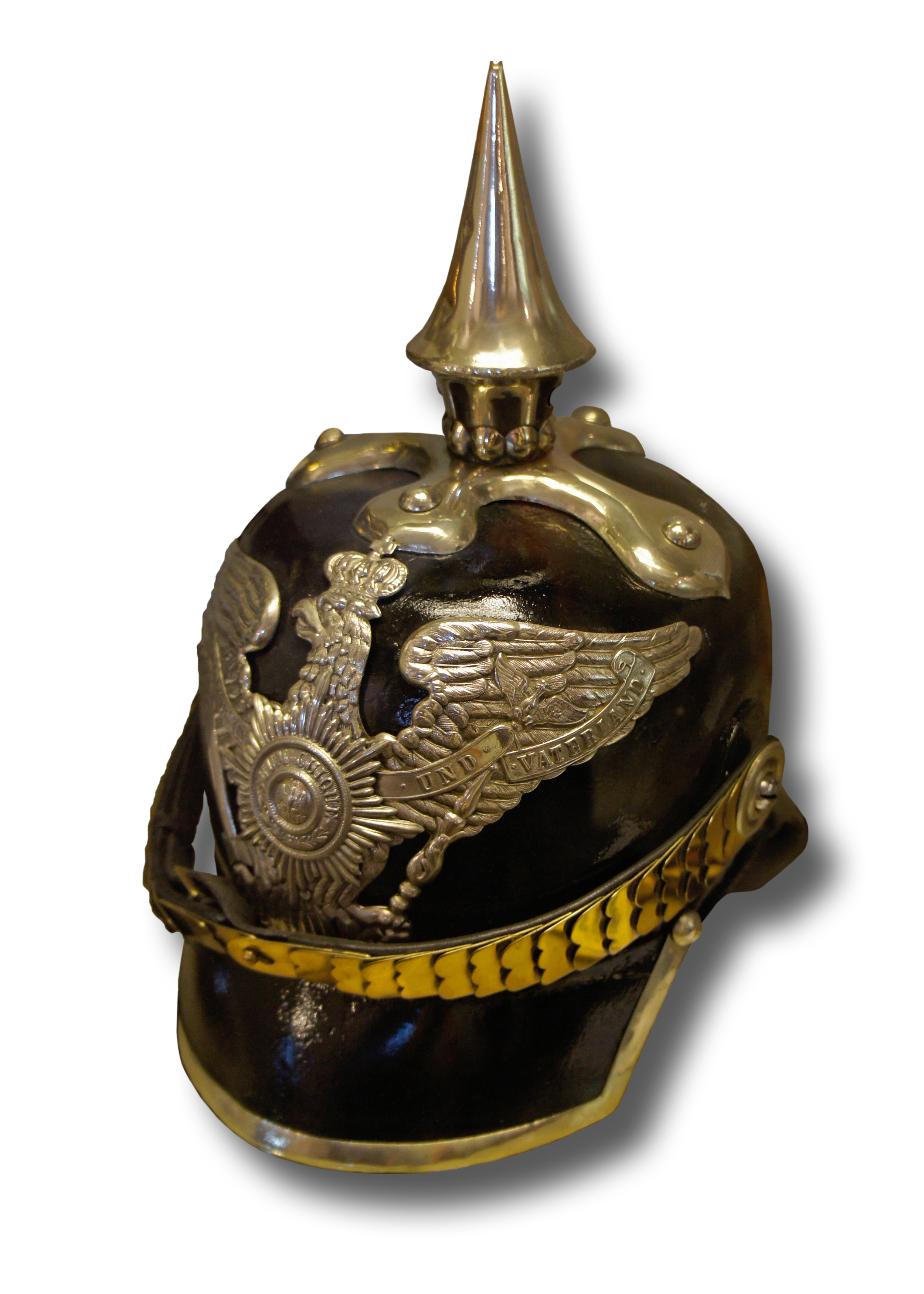
M1860 mintájú Pickelhaube, a gyalogos gárdaezredek katonái számára készült változat, a címersas mellén nyolcágú gárdacsillaggal.
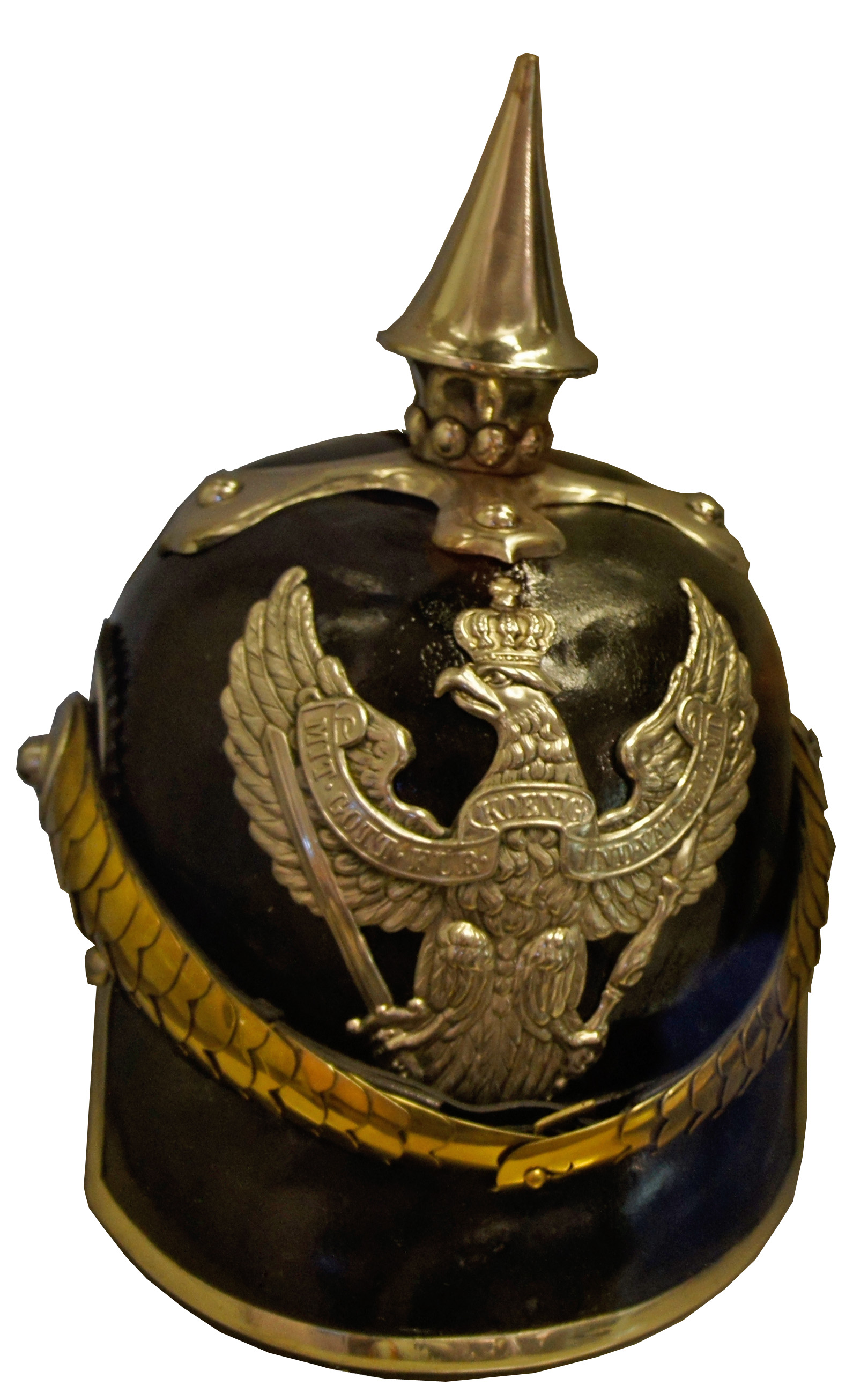
M1860 mintájú Pickelhaube, a dragonyos lovasezredek számára készült változat, lovassági címersassal.

### M1867Pickelhaube
1867-től, elsősorban az 1866-os porosz-osztrák háború tapasztalatai, és költségcsökkentési szempontok okán ismét változtattak a Pickelhaube sisakokon. Az újabb, M1867 változatnál a fő különbség az addigi, stilizált kereszt alakú sisak csúcsdísz talapzat helyett egy kör alakú talapzat bevezetése, illetve a szögletes szemellenző lekerekített formájúra történt cserélése. Továbbá a fém kokárdák átmérője őrmestertől lefelé 51 mm-esre csökkent. Ezeket a változásokat a gyalogsági, utász, és tréncsapatok sisakjain, valamint a tüzérség Kugelhelm-jein vezették be. A lovasságnál a dragonyos lovasság bőrsisakjai azonban megtartották a stilizált kereszt alakú csúcsdísz-talapzatokat és a szögletes szemellenzőket.

### M1871Pickelhaube
Az 1870-1871-es német-francia háború  tapasztalatai újabb változásokhoz vezettek. A sisakcímerek rögzítése gyengének bizonyult, mely gyakran a címerek leválásával, elvesztésével járt, ezt az M1871 modellnél jobb, erősebb rögzítéssel kiküszöbölték.

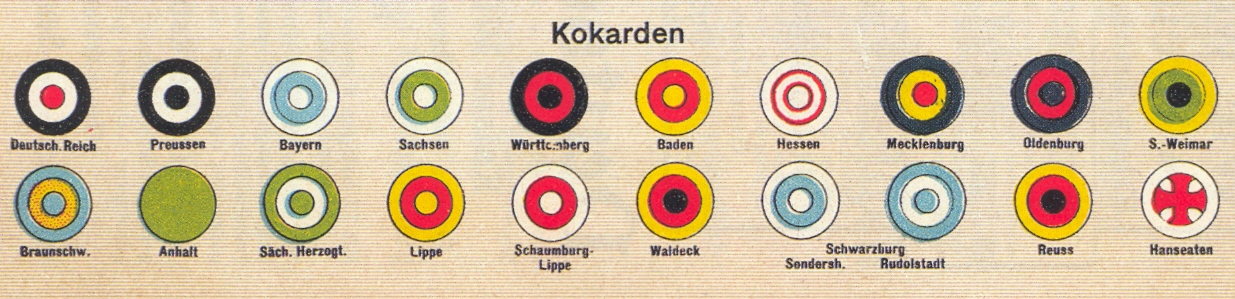
A Német Hadsereg kokárdái 1871-től. Minden német állam katonái viselték a Német Birodalom fekete-fehér-piros kokárdáját, valamint a saját államuk nemzeti színeiből összeállított kokárdát is sisakjaikon és sapkáikon.

### M1887Pickelhaube
Az M1887 mintájú Pickelhaube sisakoknál számos változtatást vezettek be, elsősorban hogy egyszerűsítsék a gyártását, valamint csökkentsék az előállítási költségeket. A sisakharang magassága ismét csökkent, költségtakarékosságból a szemellenző fém peremét az elit gárdaezredek és a szintén elit  gránátos ezredek kivételével a gyalogságnál elhagyták. Valamint szintén a gyalogságnál a sárgarézpikkelyes sisakszíjat olcsóbb, tiszta bőrre cserélték le. A gyalogos gárdaezredek díszszemle és tábori szolgálat idejére megtartották a sárgarézpikkelyes szíjat, de tábori szolgálatban már ezek is bőrt használtak. Az M1887 modell csúcsdíszének hosszát jelentősen csökkentették, száránál a korábbiaknál nagyobb, jobb ventillációt biztosító szellőzőlyukakat hagytak. A német államok haderői közül a békeidőben teljesen autonóm, a bajor király főparancsnoksága alatt álló Királyi Bajor Hadsereg (Königlich Bayerischen Armee) csak 1887-től vezette be a Pickelhaube sisakot, a hagyományos bajor Raupenhelm sisak helyett. A bajor csapatok csak háború esetén kerültek a német császár és porosz király fennhatósága alá. 

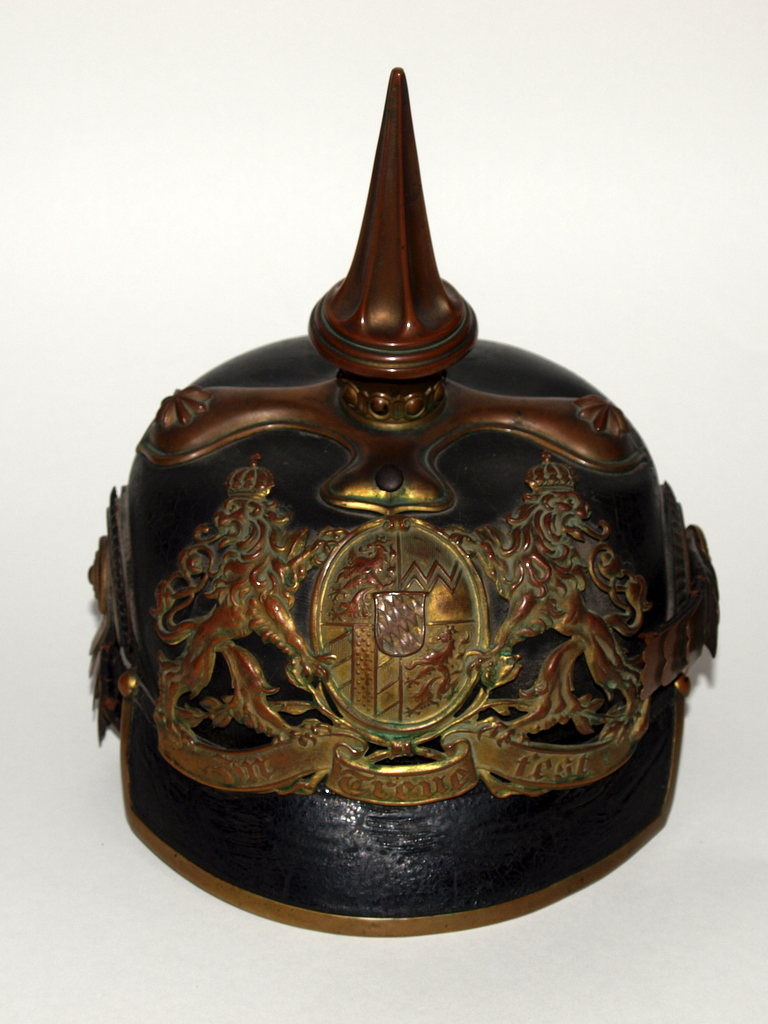
M1887 Pickelhaube, bajor királyi címeres bajor lovassági változat.

### M1895Pickelhaube
Az M1895 mintájú Pickelhaube esetében ismét, utolsó alkalommal csökkentették a sisakharang magasságát, olyan mértékben, hogy a sisak most már teljesen rásimult a viselője koponyájára.  Változtattak a sisakcímerek felfüggesztésén és anyagán is. A gyalogsági sisakok szellőzést tovább javították.

### M1897Pickelhaube
Az M1897 Pickelhaube  annyiban különbözött az M1895 változattól, hogy I. Vilmos császár születésének 100. évfordulója tiszteletére felcserélték a kokárdák addigi elhelyezkedését, innentől a Német Birodalom új típusú fekete-fehér-piros kokárdája a jobb oldalra került, még az egyes államok nemzeti kokárdái a bal oldalra.

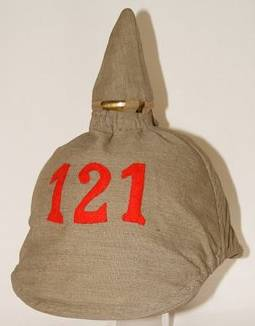
M1897 Pickelhaube, M1892 sisakhuzattal (Überzug), a 121. – 3. Württembergi „Alt-Württemberg“ (Infanterie-Regiment „Alt-Württemberg“ (3. Württembergisches) Nr. 121) Gyalogezred állományából.
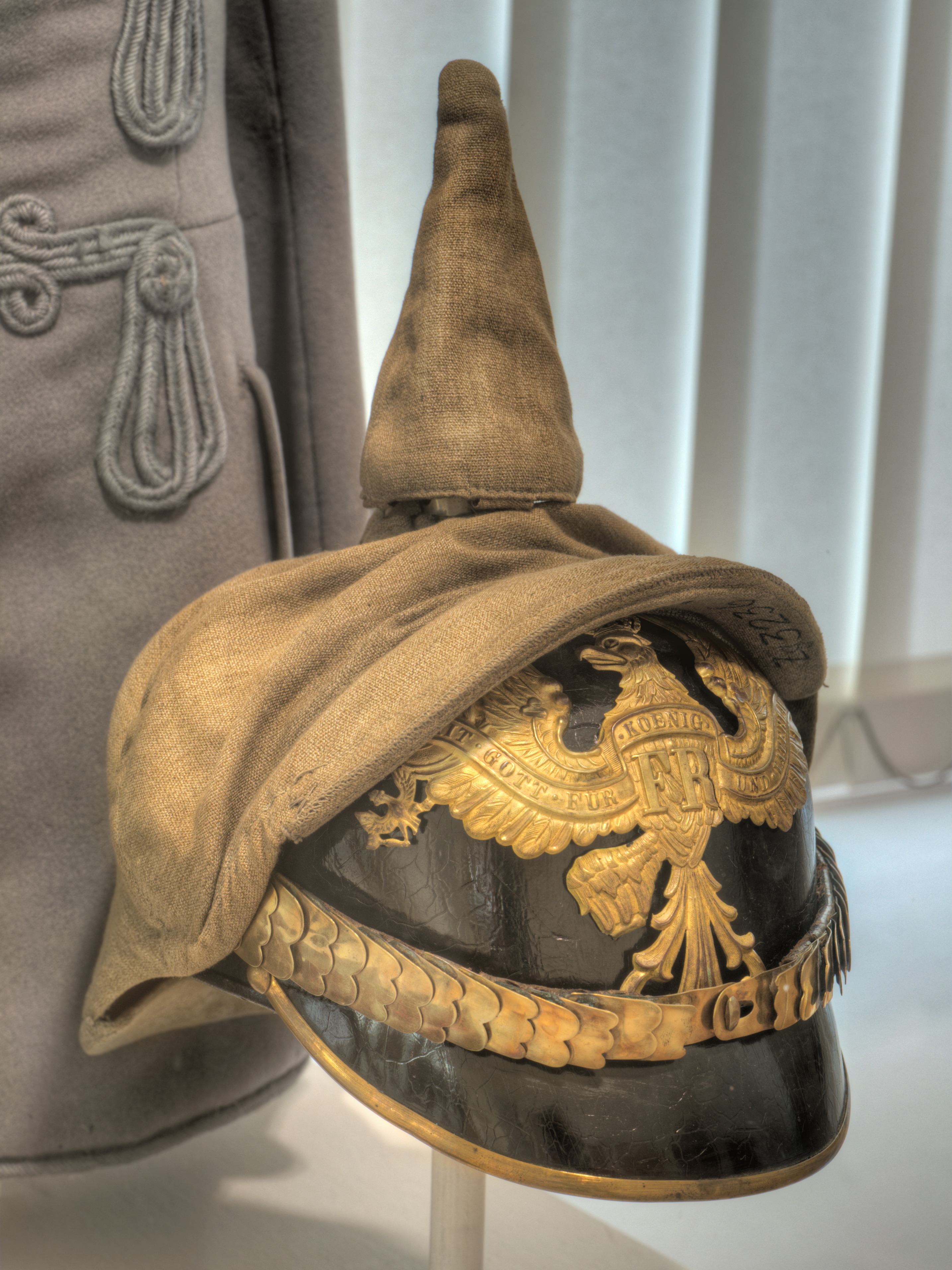
M1897 Pickelhaube, félig felhúzott M1892 sisakhuzattal (Überzug).
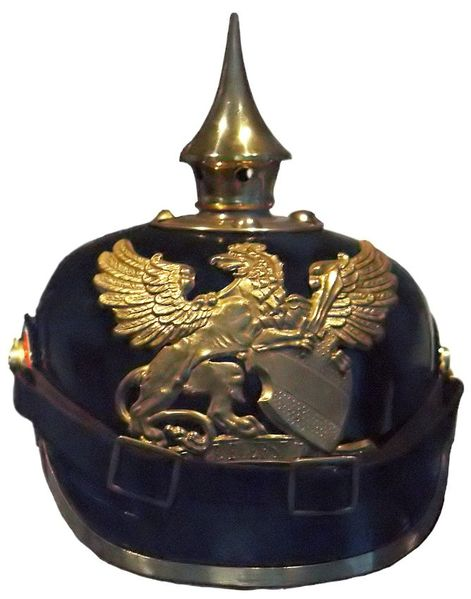
M1897 mintájú Pickelhaube, a Badeni Nagyhercegség címerével, a Német Hadsereg badeni alakulatai számára.
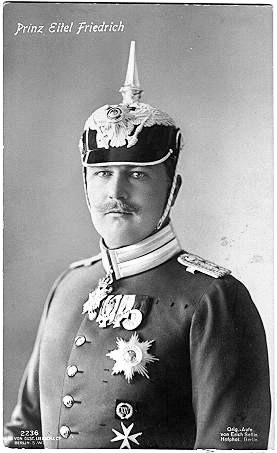
Eitel Frigyes porosz királyi herceg, II. Vilmos császár fia M1897 mintájú tiszti Pickehaube sisakban. A tiszti sisakok csúcsdísze hosszabb.  A sisakon a porosz címersas mellén nyolcágú stilizált csillag látható, mely a gárdaezredek megkülönböztetésére szolgált, jelen esetben ez az 1. Gyalogos Gárdaezred (1. Garde-Regiment zu Fuß).
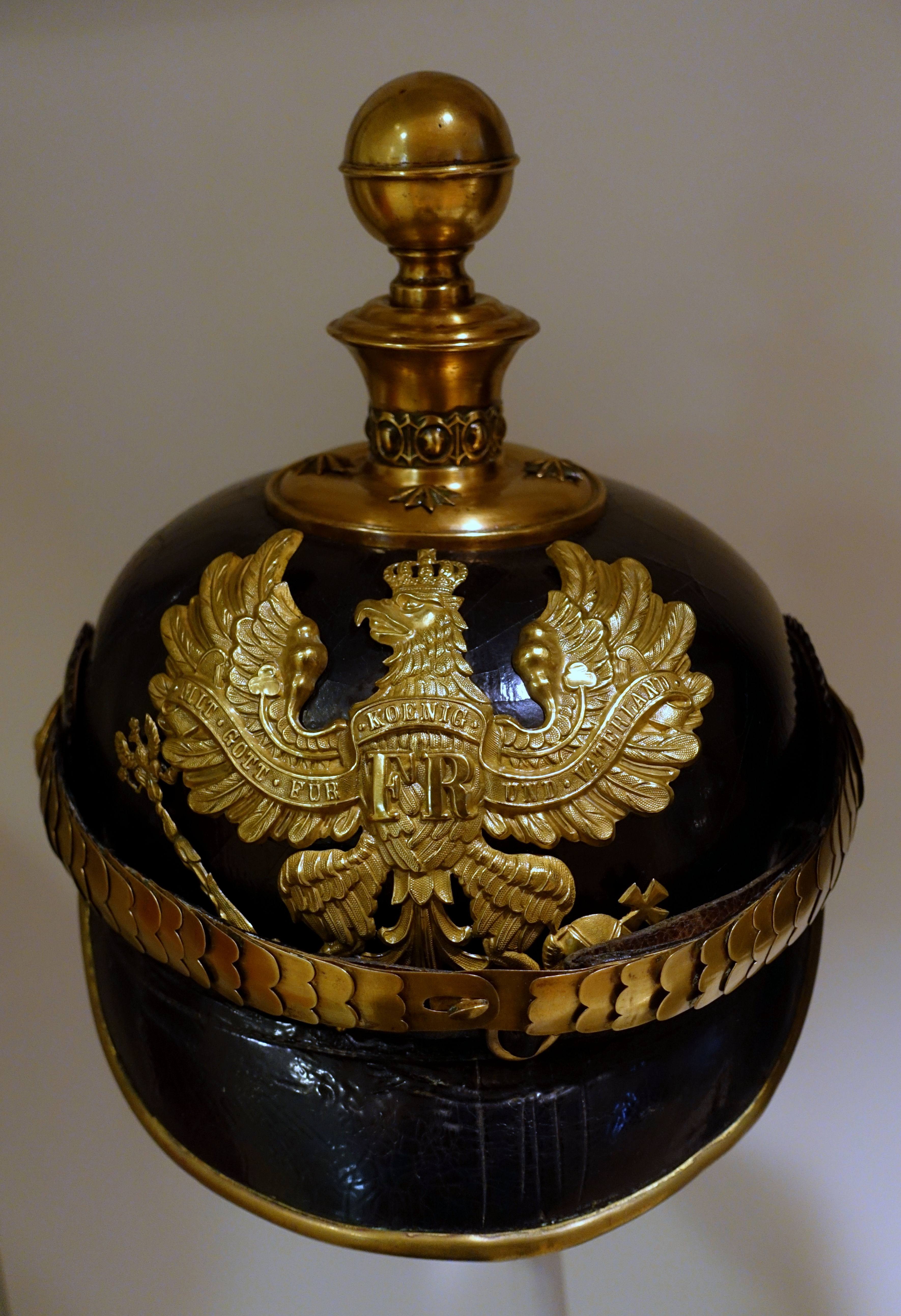
Az M1897 modell, porosz címeres tüzérségi, Kugelhelm változata.

### M1905/1906 és M1908Versuchshelm
Az M1897 mintájú változat bázisán 1905-1906-ben egy kísérleti sisakot "Versuchshelm"-et hoztak létre, mely a szemellenző és a tarkóvédő kivételével tábori szürke (Feldgrau) szövetbevonatot kapott. Az M1905/1906 változat annyira népszerűtlennek bizonyult a csapatoknál és a tisztikar körében, hogy még 1906-ban kivonták a szolgálatból, csak az 1914-es általános mozgósítással osztották ki újra a csapatoknak a raktározott készleteket. Az egészen minimális számban készült M1908 Versuchshelm abban tért el az M1905/1906 változattól, hogy a sisak csúcsdísze levehető.

### 1914Ersatz
Az I. világháború 1914-es kitörése után az évben összesen 4 500 000 katona került mozgósításra Németországban. A Pickelhaube tartalékkészletek ennek csak kis részét fedezték, ezért "Ersatz" azaz pótanyagokból, mint filc, rost, acél gyártottak szükség Pickelhaube sisakokat.

### M1915Pickelhaube
A Pickelhaube utolsó rendszeresített változata a vékony bőrből, levehető csúcsdísszel készült M1915 modell volt. Az M1915 címere és csúcsdísze mesterségesen oxidált acélból készült. A csapatoknál még meglévő korábbi modellek esetében a legénységi sárgaréz, és a tiszti ezüst sisakdíszeket és címereket szintén mesterségesen oxidált acélra cserélték le.

### Fémből készült lovassági változatok
A Pickelhaube fém változatát egyes lovassági alakulatok, például az elit vértes lovastestőrezred (Regiment der Gardes du Corps), a Gárda Vértesezred (Garde-Kürassier-Regiment), a Gárda Lovasezred – 1. Nehézlovas Ezred (Garde-Reiter-Regiment – 1. Schweres Regiment), a  vértes lovasezredek és a lovas vadászezredek viselték. Az elit vértes lovastestőrezred (Regiment der Gardes du Corps) és a Gárda Vértesezred (Garde-Kürassier-Regiment) sisakjait a díszszemlék és egyéb jeles események alkalmából hegyes csúcsdísz helyett egy cserélhető, a kiterjesztette szárnyú, koronás porosz sast formázó sisakdísz ékesítette.

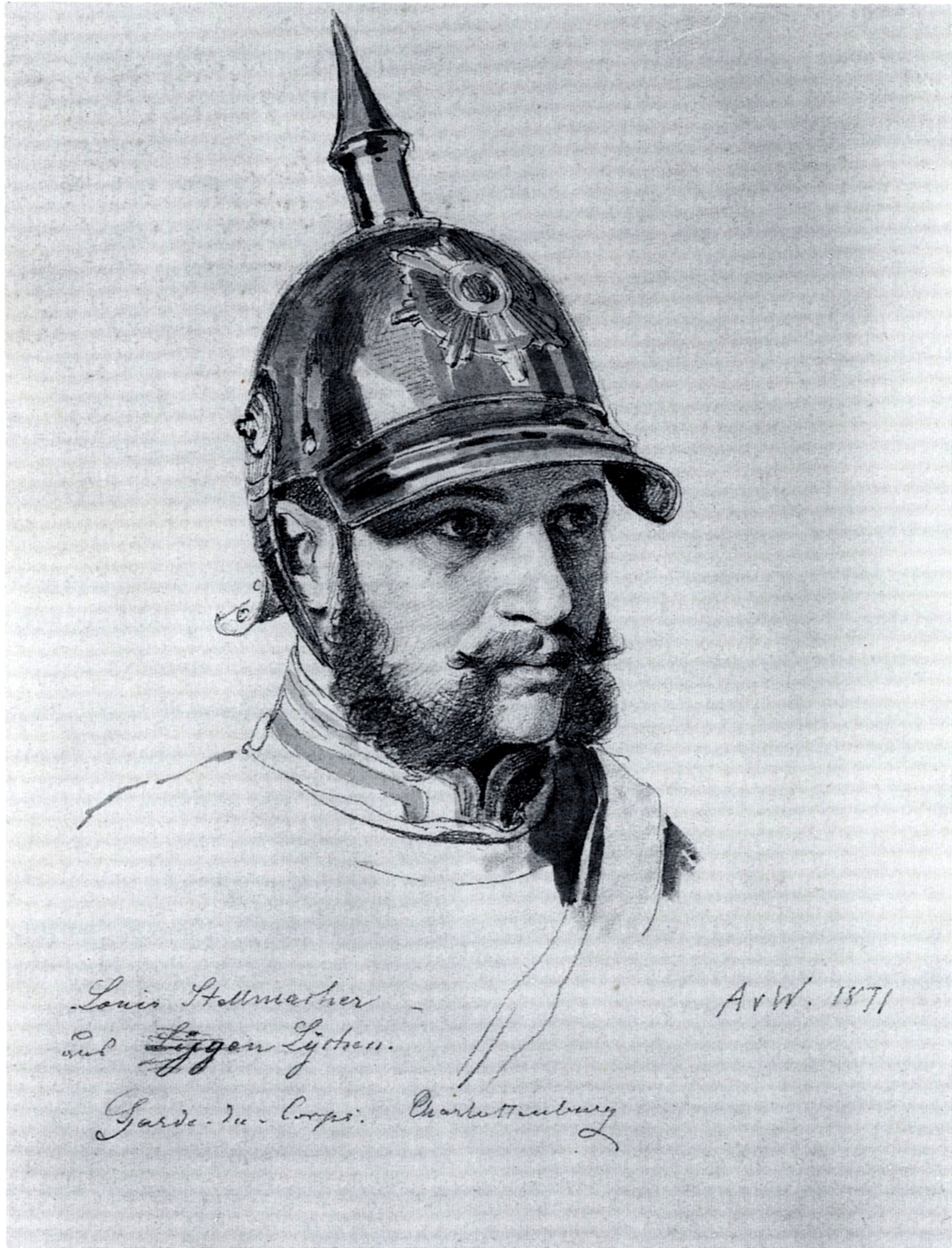
Az elit vértes lovastestőrezred (Regiment der Gardes du Corps) katonája, korábbi 1850-es, 1860-as évekbeli, magasabb sisakharangú, fém Pickelhaube sisakban, 1871-ben.
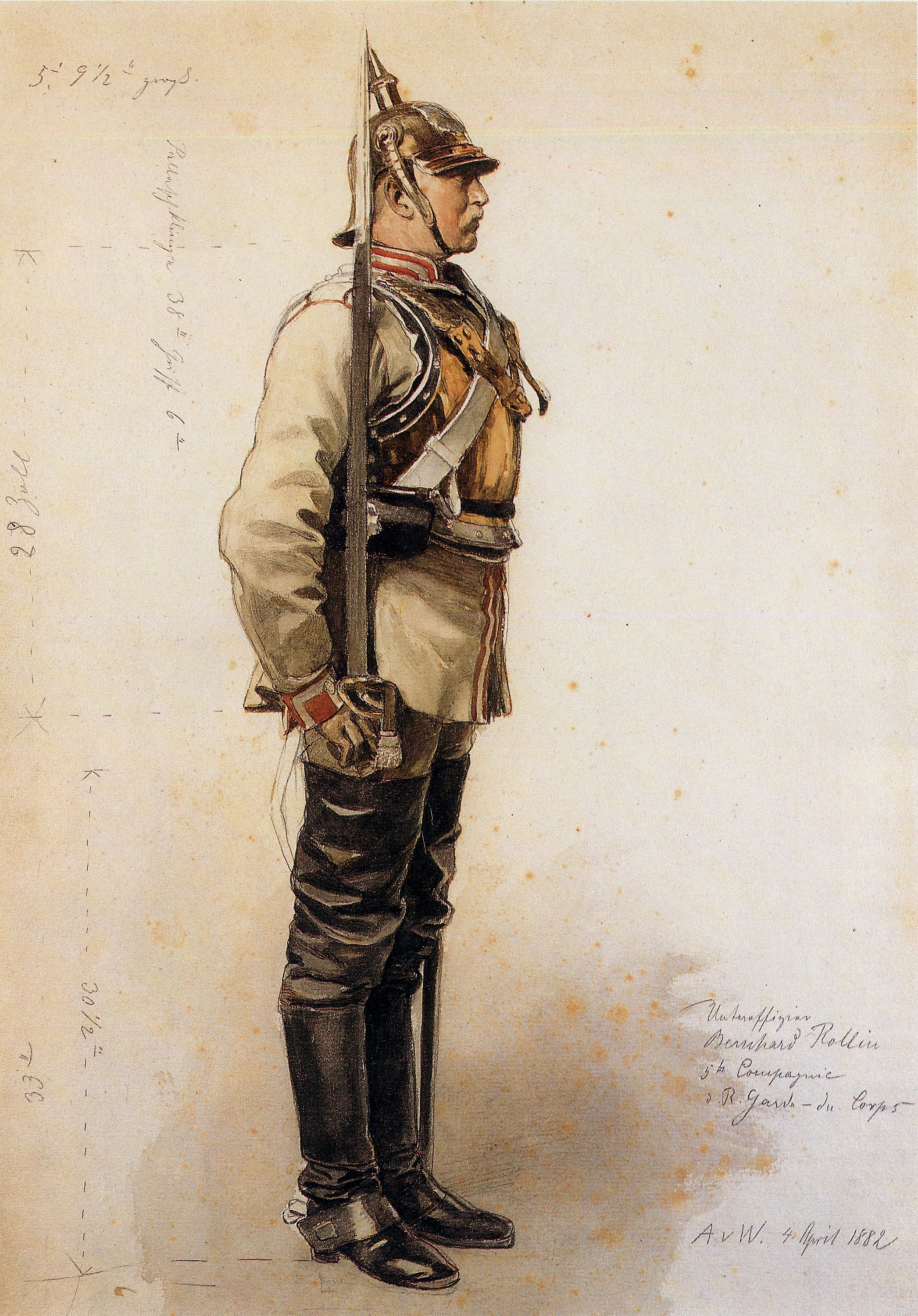
Az elit vértes lovastestőrezred (Regiment der Gardes du Corps) katonája fém Pickelhaube sisakban, 1871-ből.
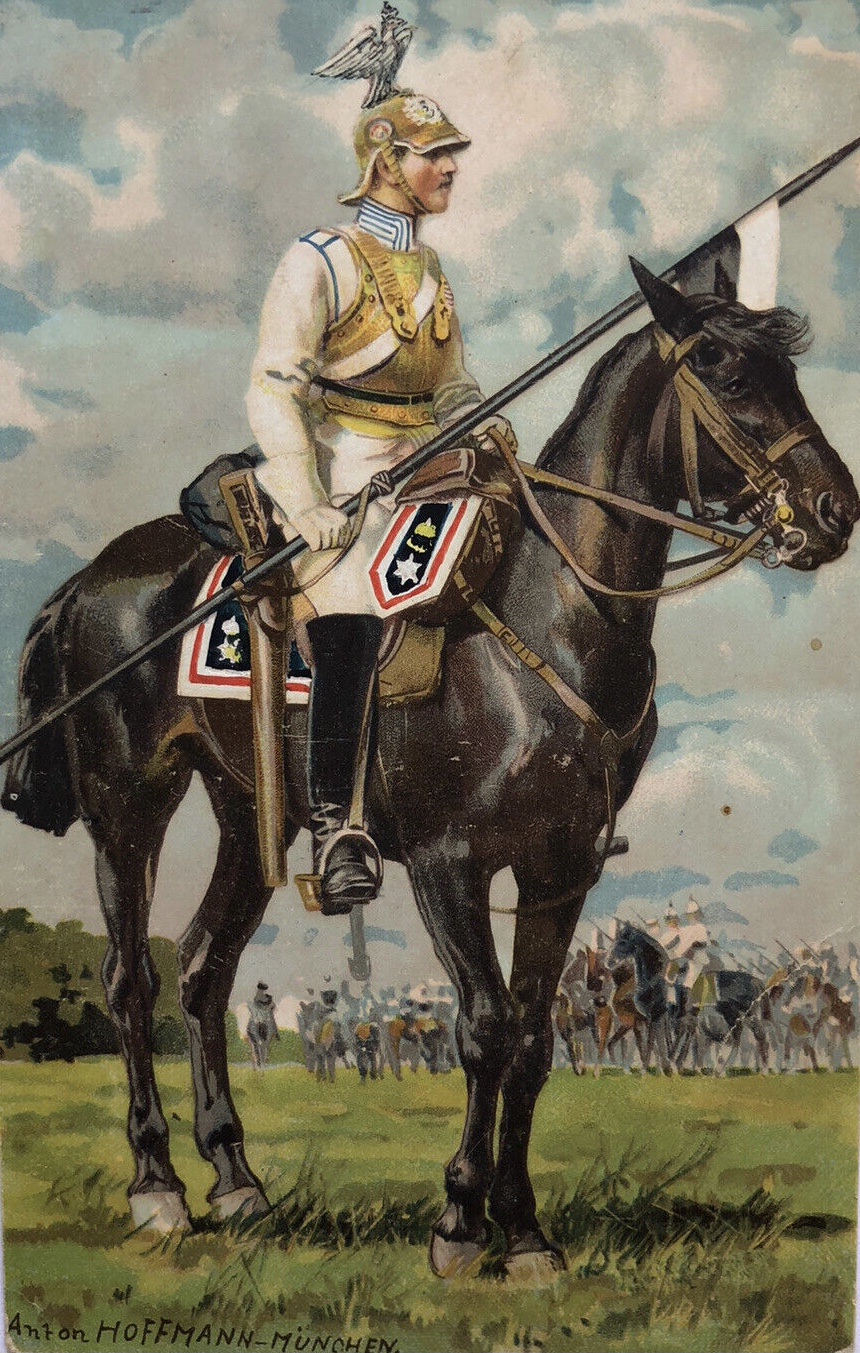
Az elit vértes lovastestőrezred (Regiment der Gardes du Corps) tisztje, porosz sast formázó sisakdíszes, fém Pickelhaube sisakban.
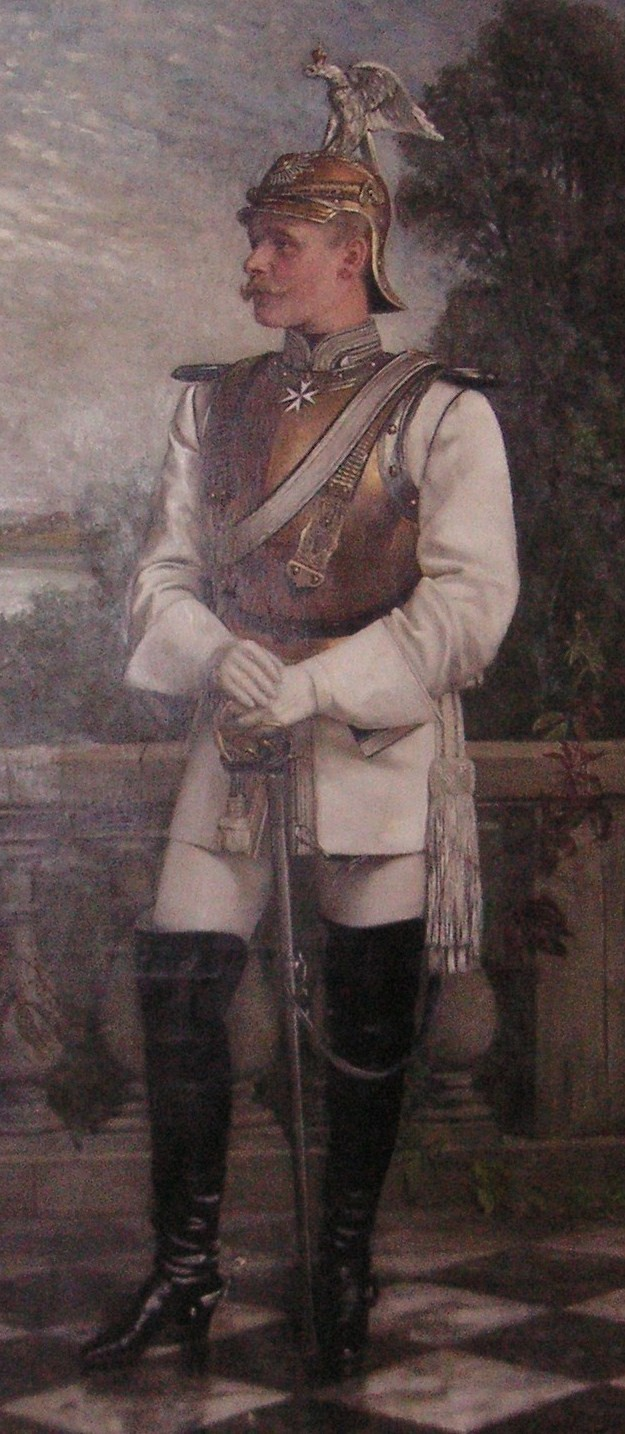
Az elit porosz Gárda Vértesezred (Garde-Kürassier-Regiment) tisztje, porosz sast formázó sisakdíszes, fém Pickelhaube sisakban.
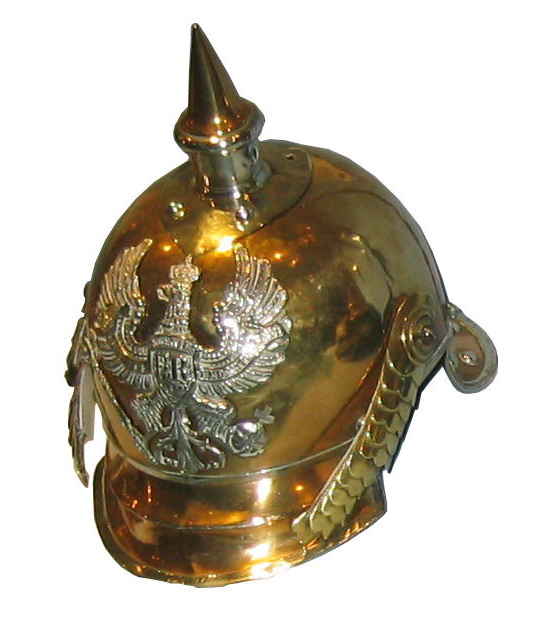
Fémből készült, a vértes nehézlovasság által használt  Pickelhaube sisak.
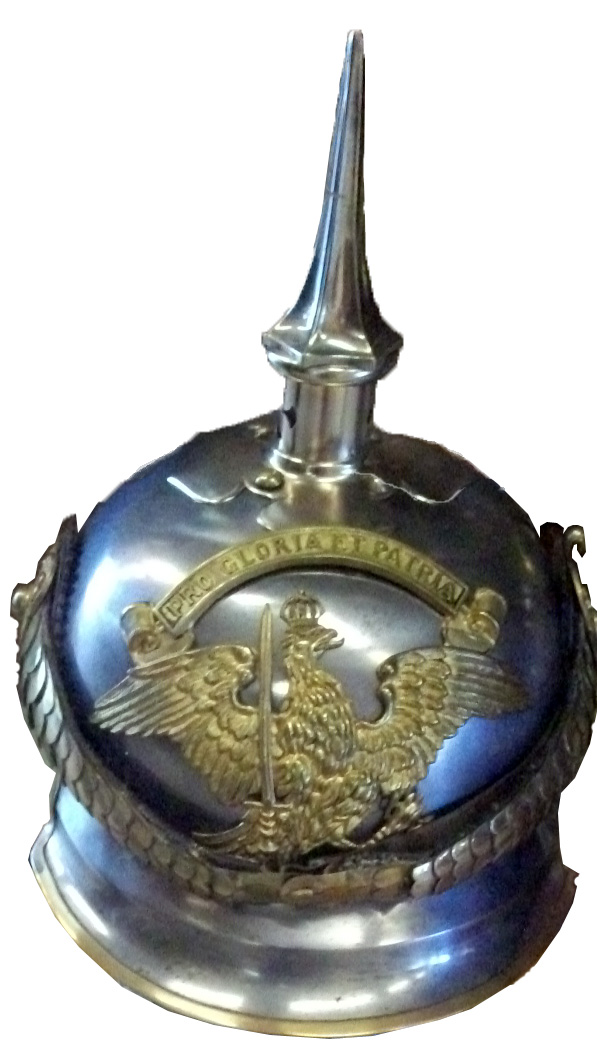
Az 1. Nagy Választófejedelem Testőr Vértesezred (Leib-Kürassier-Regiment „Großer Kurfürst“ Nr. 1) fémből készült tiszti Pickelhaube sisakja. A tiszti sisakok hegyes csúscdísze hosszabb volt, mint a legénységi sisakoké.
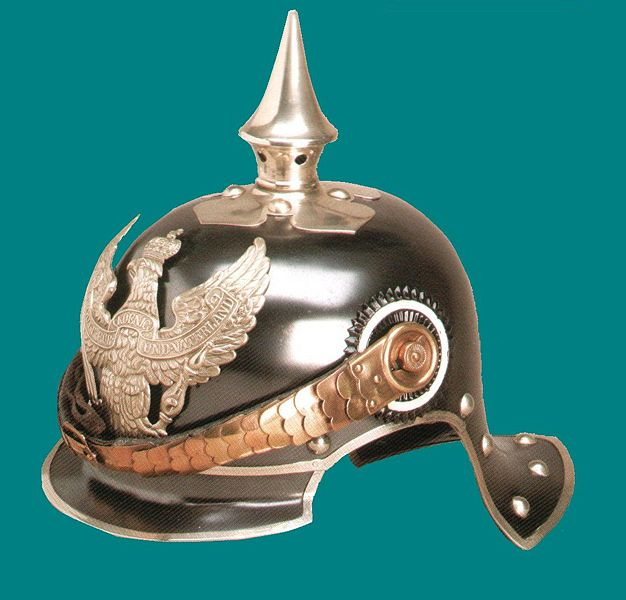
A lovas vadászezredek (Jäger zu Pferde) fémből készült Pickelhaube sisakja.

## Oroszország
Az Orosz Császári Hadsereg a Királyi Porosz Hadsereghez képest végül kétéves csúszással, 1844-től vezette be ezt, ezt az eredetileg ott megtervezett sisaktípust.

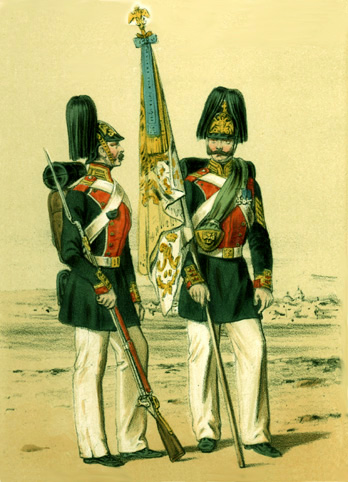
Gyalogosok az 1840-es években a Császári Orosz Szemjonovszkij-gárdaezredből. A cári sorgyalogság uniformisa ettől abban tért el, hogy a zubbony egyszínű fekete volt. A bőrsisak lószőrforgóját csak díszszemléken hordták.
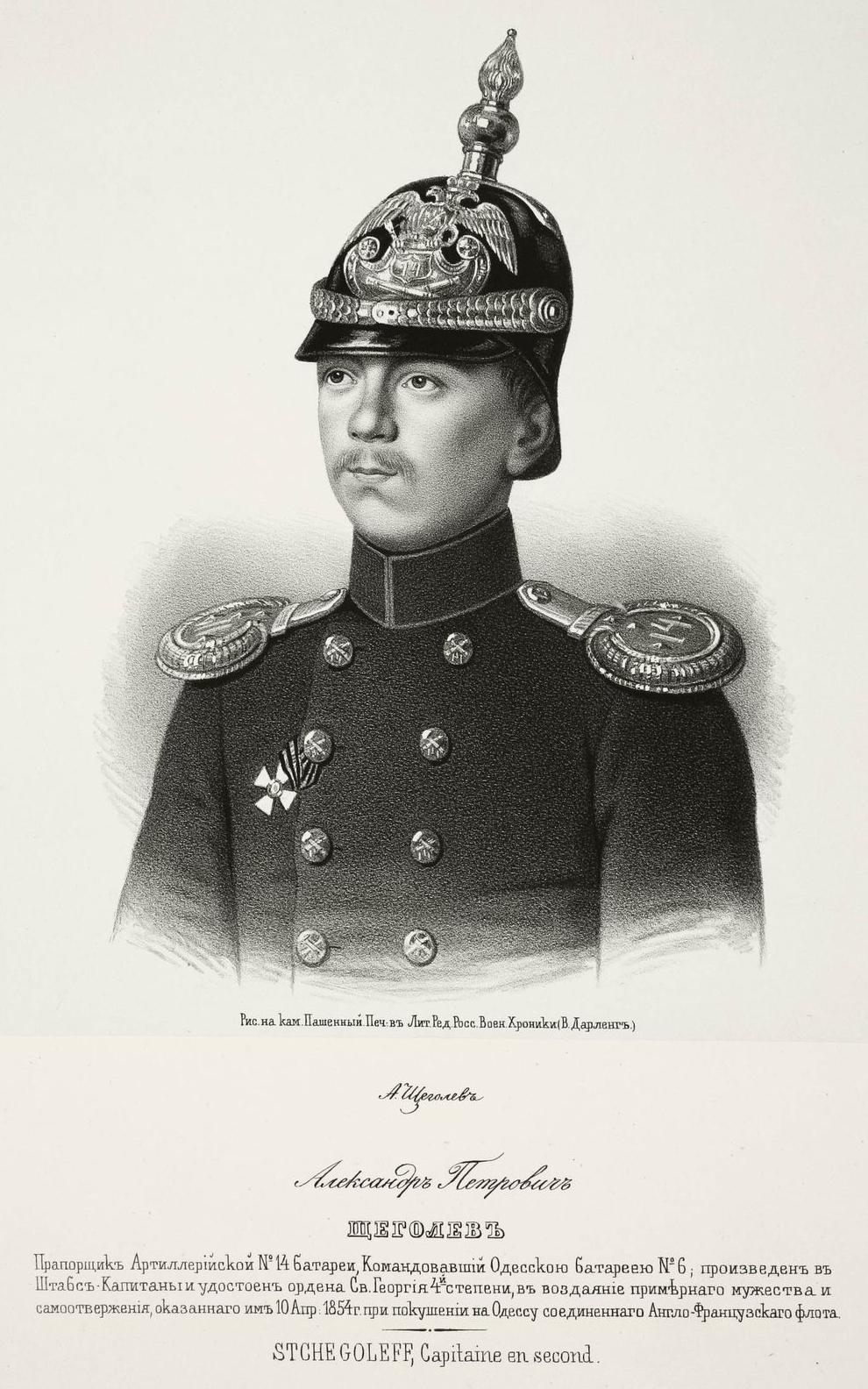
Orosz tiszt az 1844-től bevezetett Pickelhaube típusú csúcsdíszes bőrsisakban
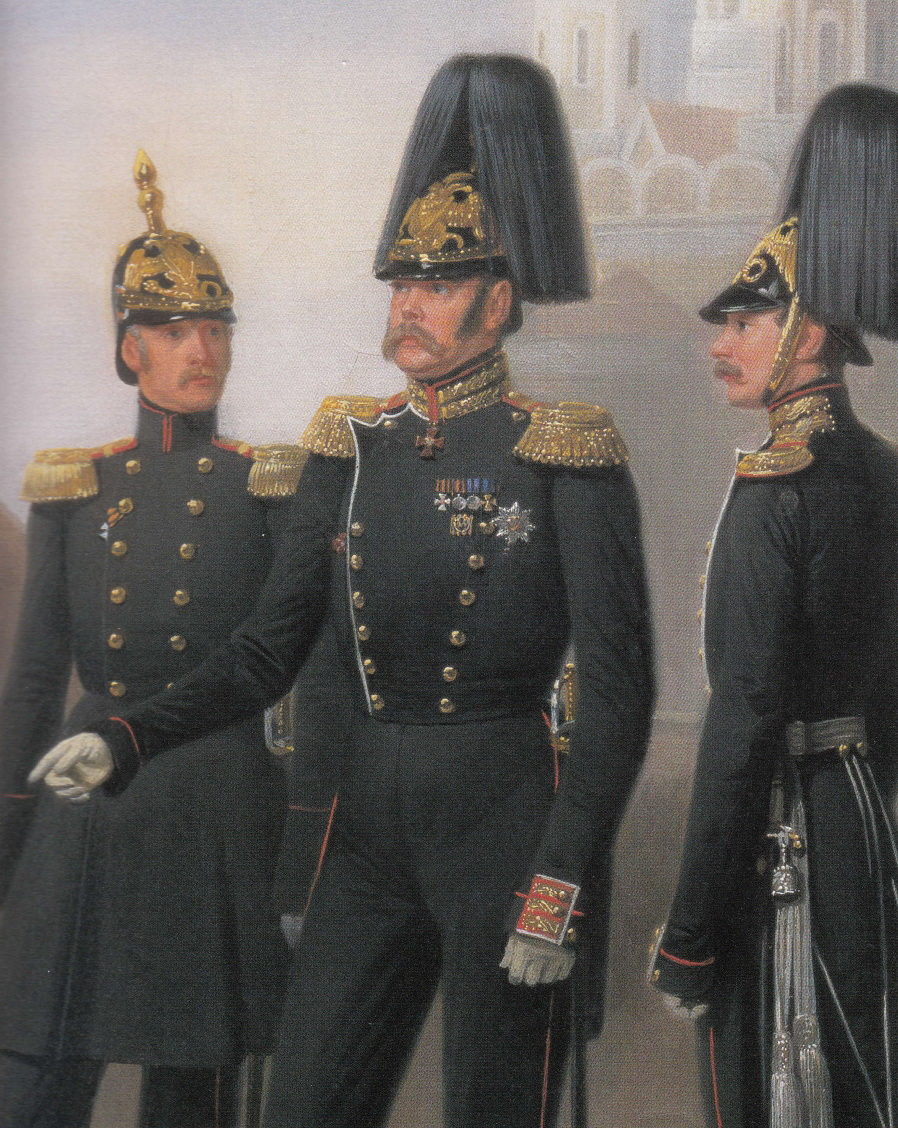
Balról jobbra: ezredes, vezérőrnagy és százados 1844-es típusú sisakban a Császári Orosz Testőr Vadászezredből
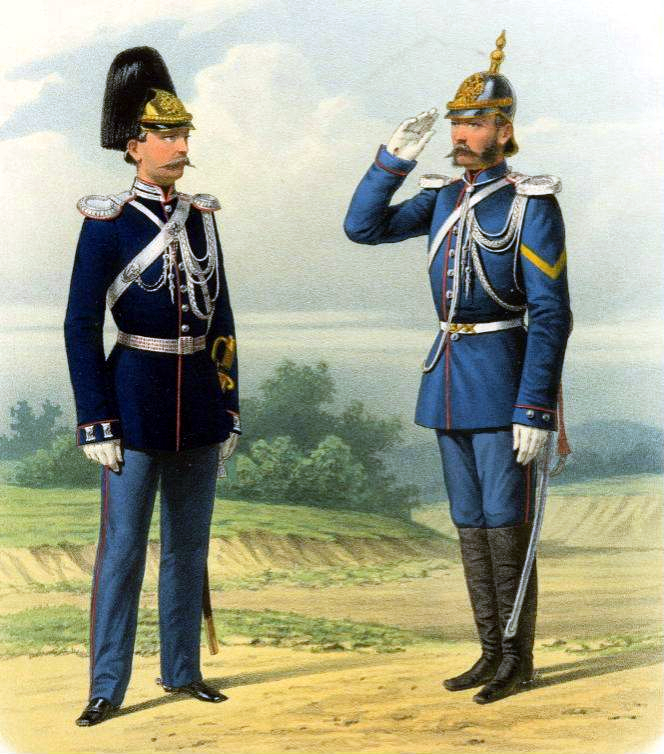
Orosz császári csendőrök, tiszt (jobbra) és tizedes (balra). Az orosz sorgyalogság sisakja megegyezett a csendőr tizedesen láthatóval.
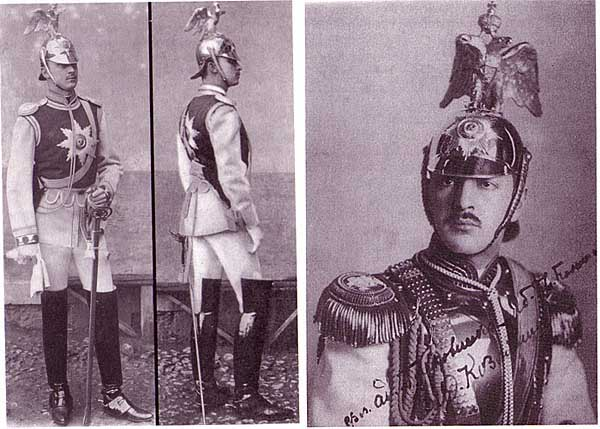
Az ifjú Carl Gustaf Emil von Mannerheim Őfelsége Vértes Gárdazerede díszegyenruhájában, kétfejű cári sasos Pickelhaube lovassági sisakban.

## Svédország és Norvégia

### Kask m/1845
Az 1814 és 1905 között perszonálunióban álló Svédország és Norvégia (Svédország és Norvégia Egyesült Királysága – svédülː Förenade Konungarikena Sverige och Norge) svéd és norvég hadseregei 1845-től, Kask m/1845 (M1845 sisak) néven vezette be a Pickelhaube sisakot a gyalogság számára, a korábbi Tschakå m/1837 csákó helyett. Végül 1858-ban lecserélték az Käppi m/1858 alacsony csákóra.

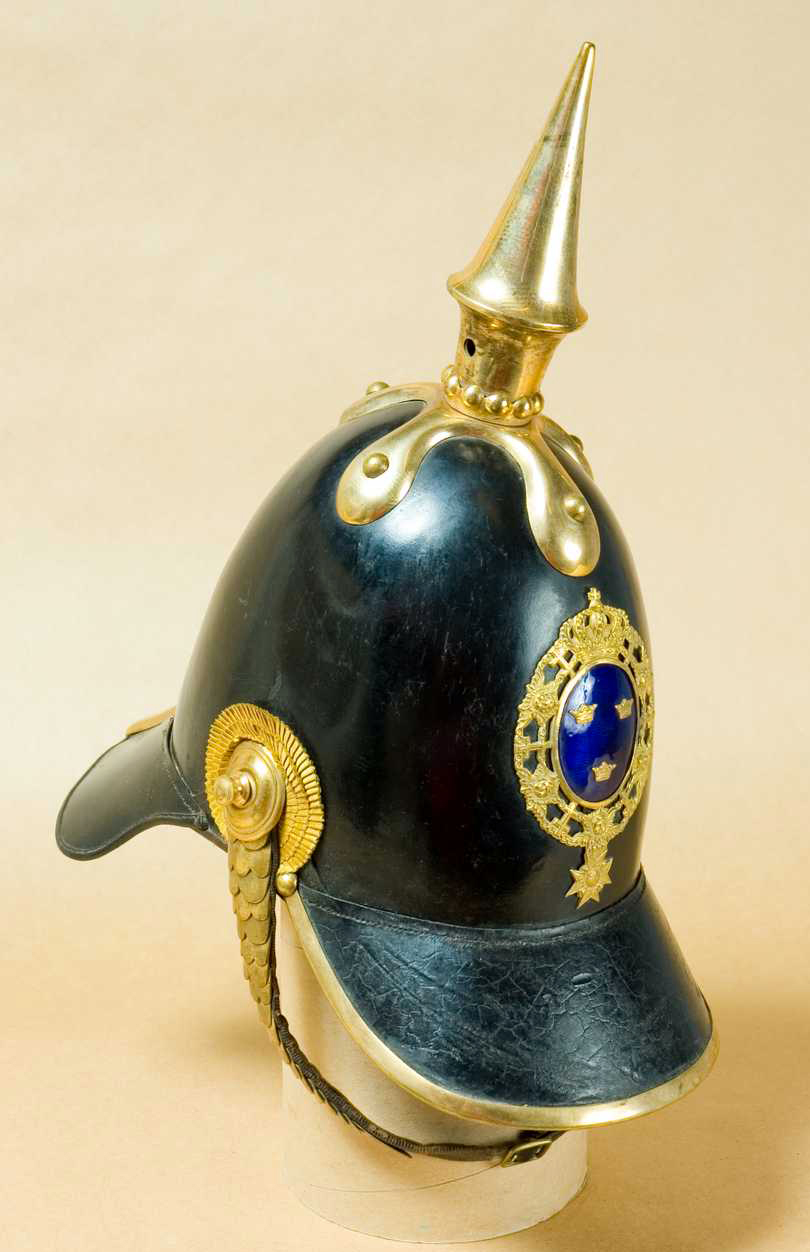
M1845 mintájú svéd Pickehaube díszesebb, tiszti változat.
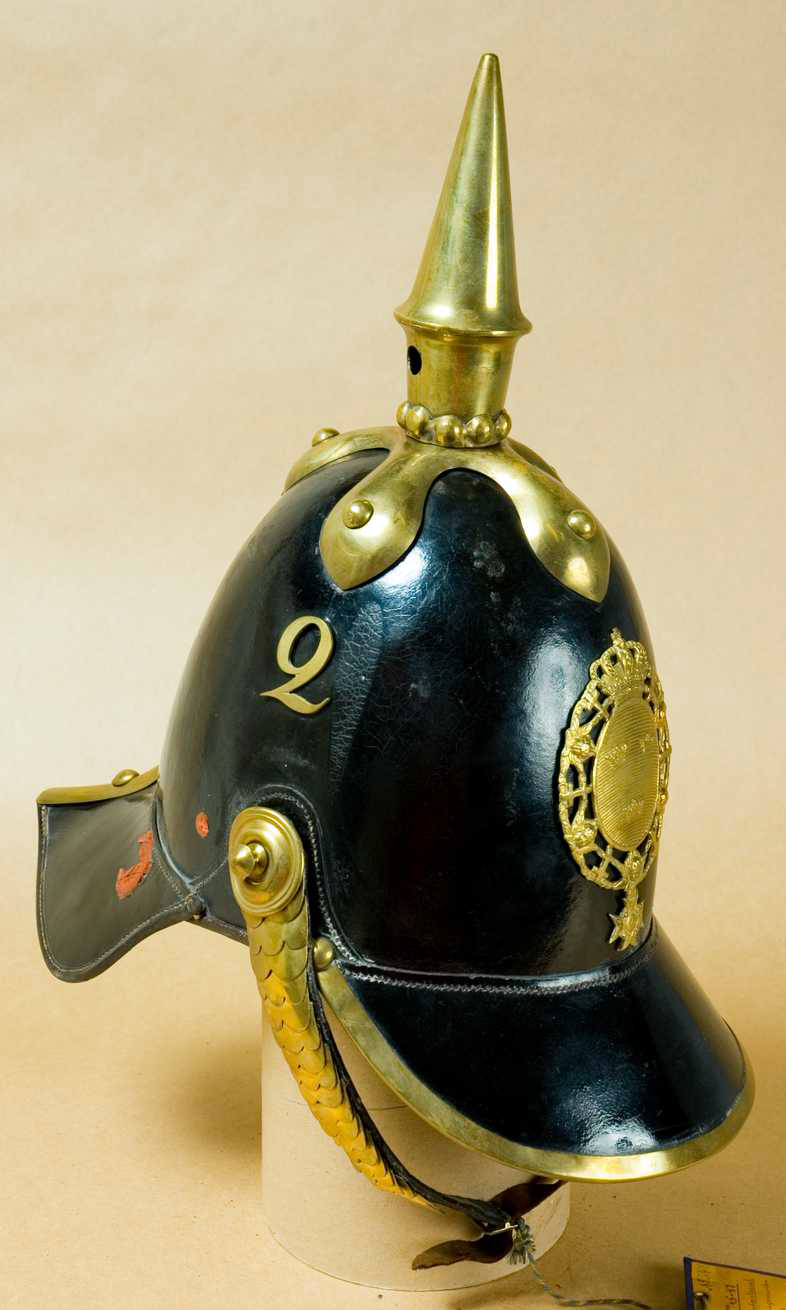
M1845 mintájú svéd Pickehaube legénységi változat.
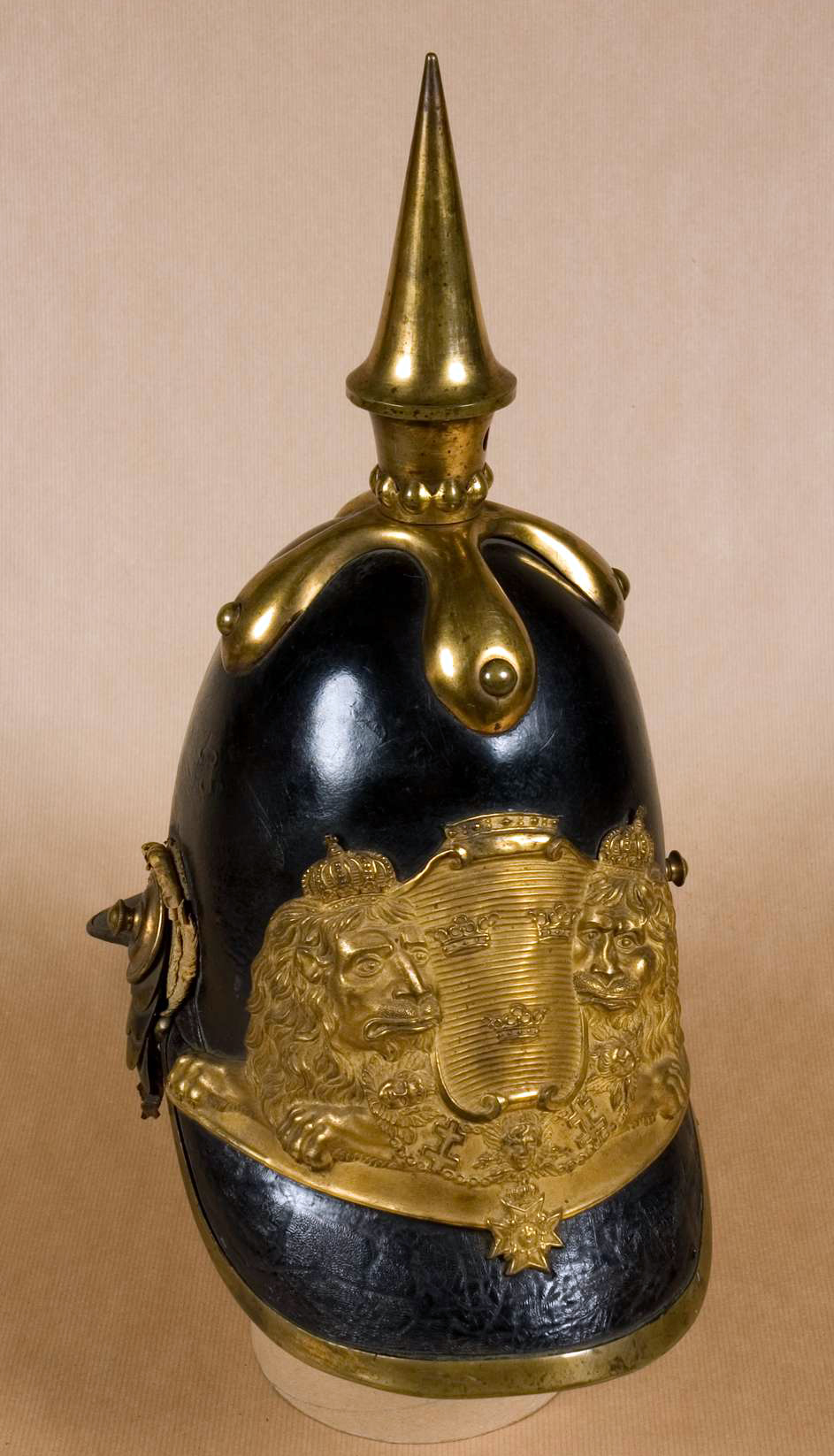
M1845 mintájú svéd Pickehaube, az elit gárdaegységek (Liv- och hustrupperna) legénységi változata.
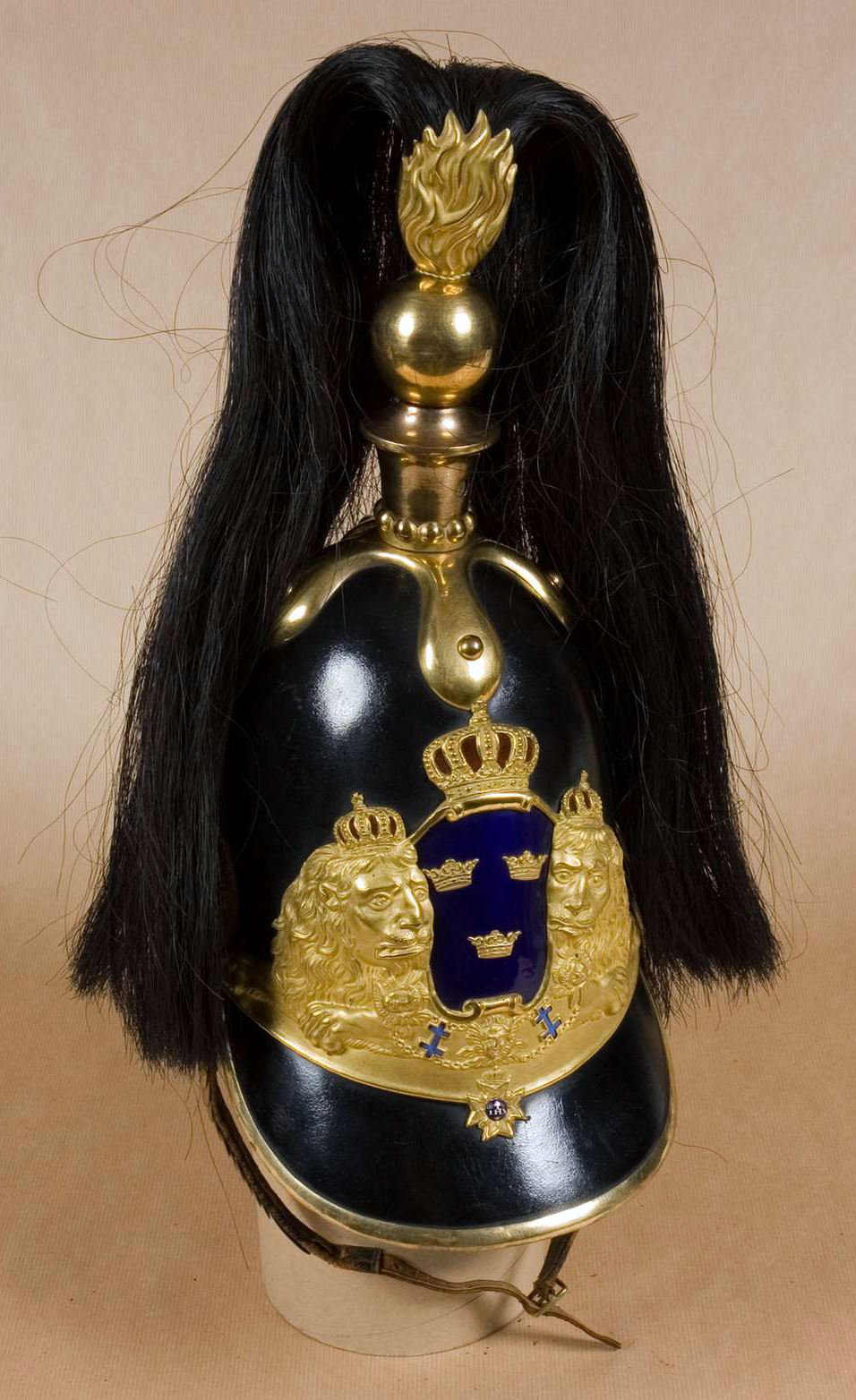
M1845 mintájú svéd Pickehaube, az elit gárdaegységek (Liv- och hustrupperna) tiszti változata, lószőrforgós sisakdísszel.
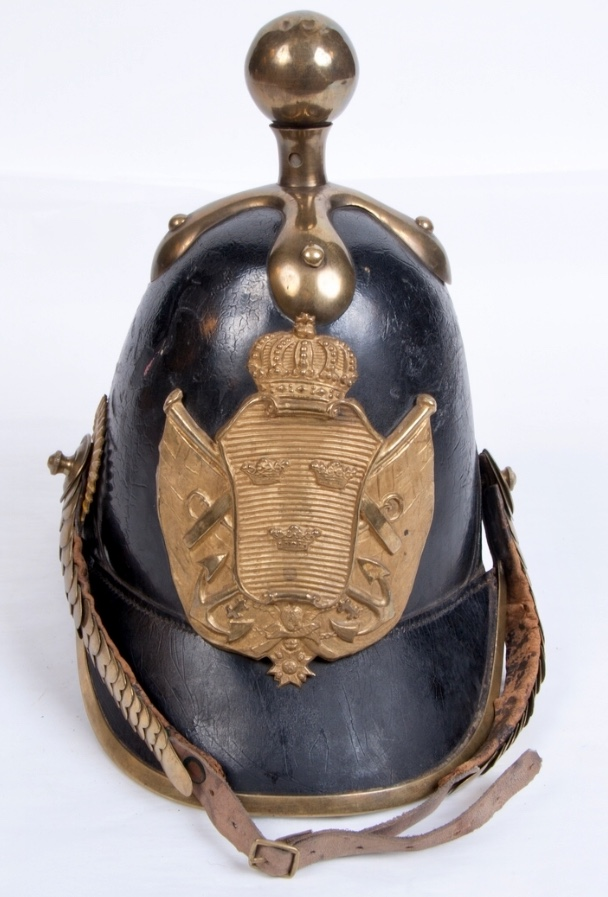
M1845 mintájú svéd Pickehaube, gömb csúcsdísszel, a tengerészgyalogos ezred számára.
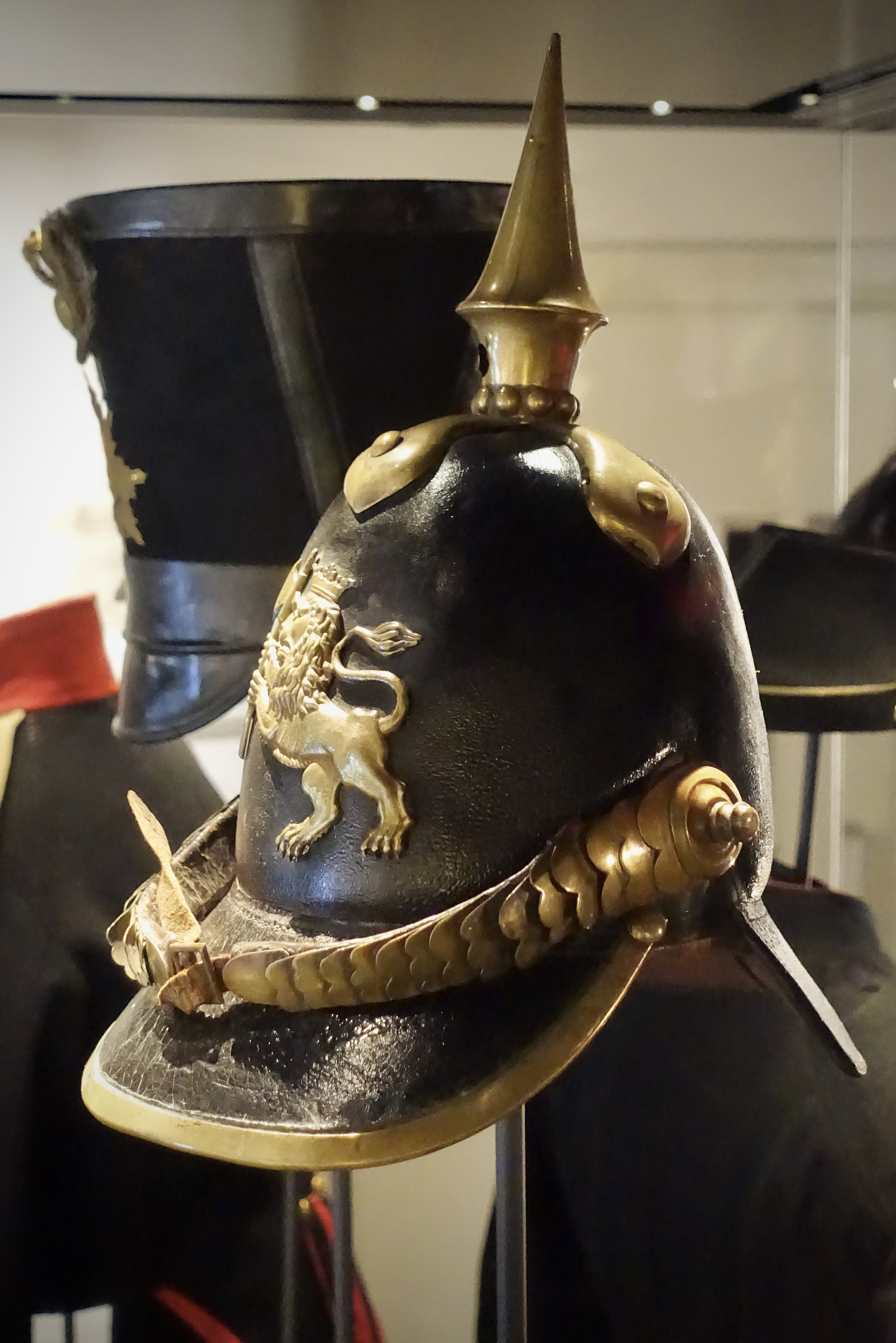
M1845 mintájú norvég Pickehaube, norvég címerrel.

### Hjälm m/1885
A svéd haderő 1885-ben ismét visszavezette a gyalogság számára a Pickelhaube sisakot, a Hjälm m/1885 formájában, amely a korabeli német változatoknak felelt meg.

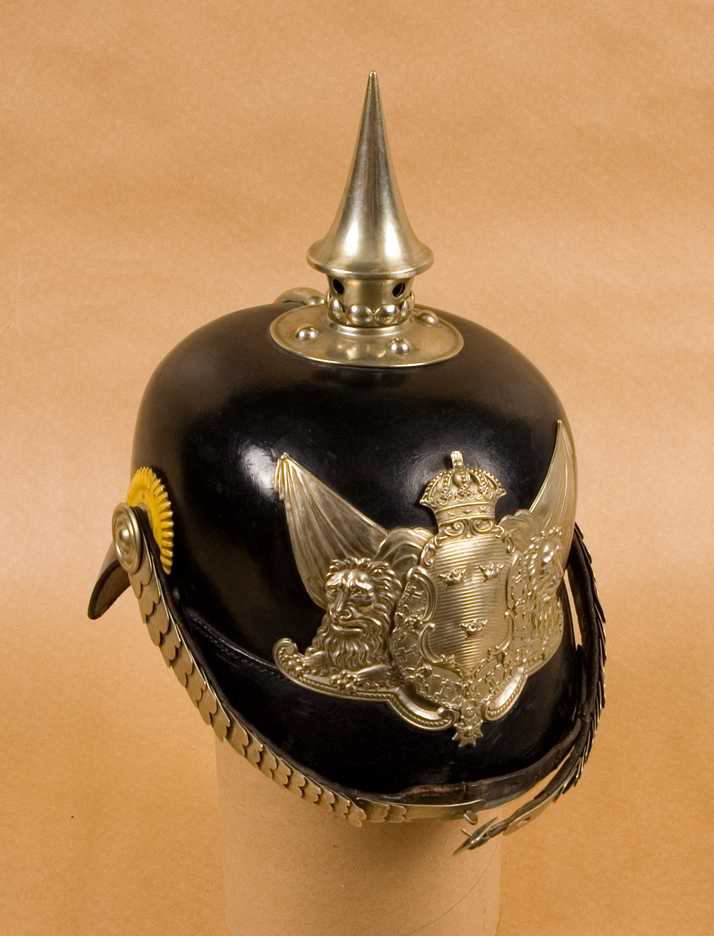
Hjälm m/1885 legénységi változat.
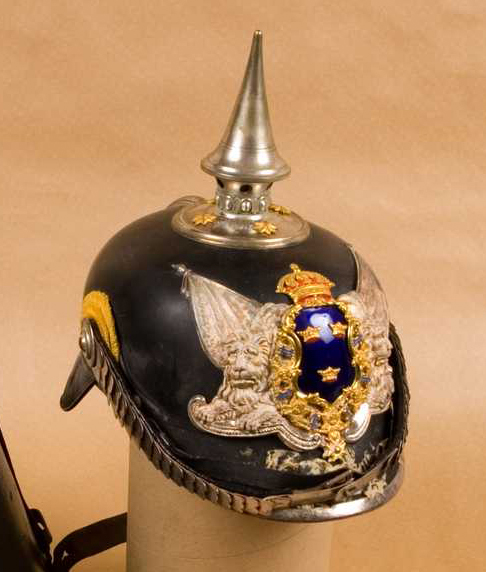
Hjälm m/1885 tiszti változat.
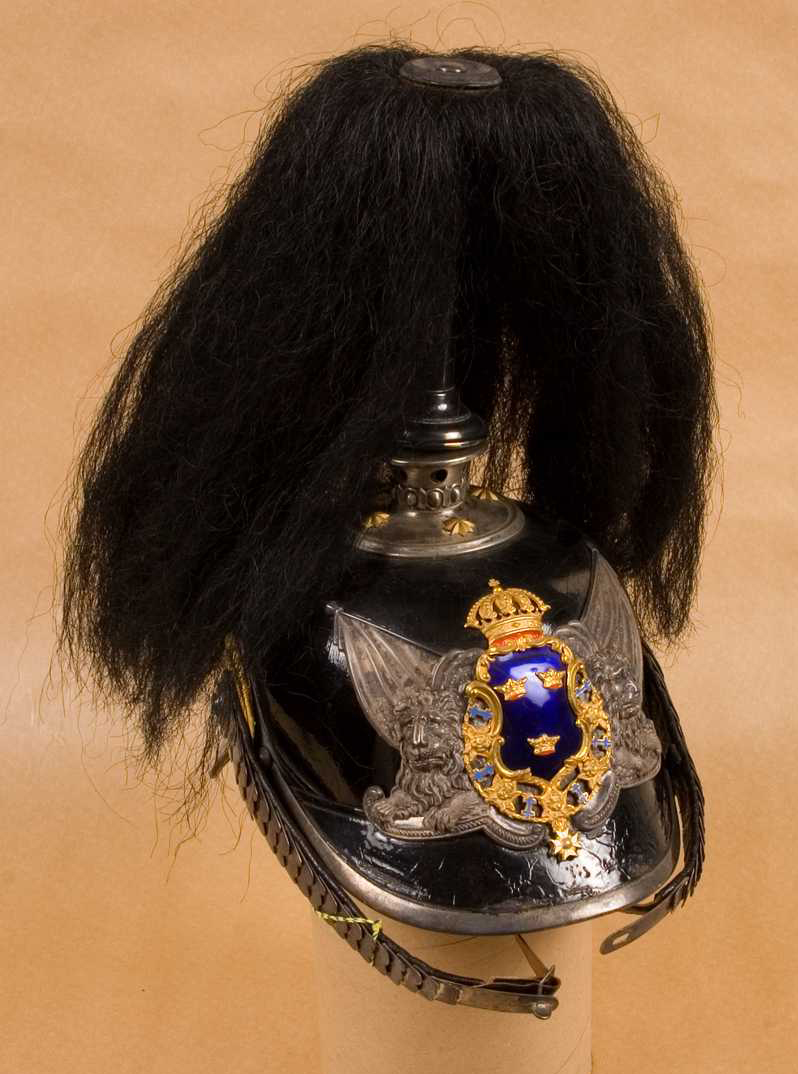
Hjälm m/1885 tiszti változat, lószőrforgóval, díszszemlékre.

### Hjälm m/1887
A svéd Hjälm m/1887 típusú Pickelhaube sisak kisebb változtatásokat jelentett a Hjälm m/1885 típushoz képest.

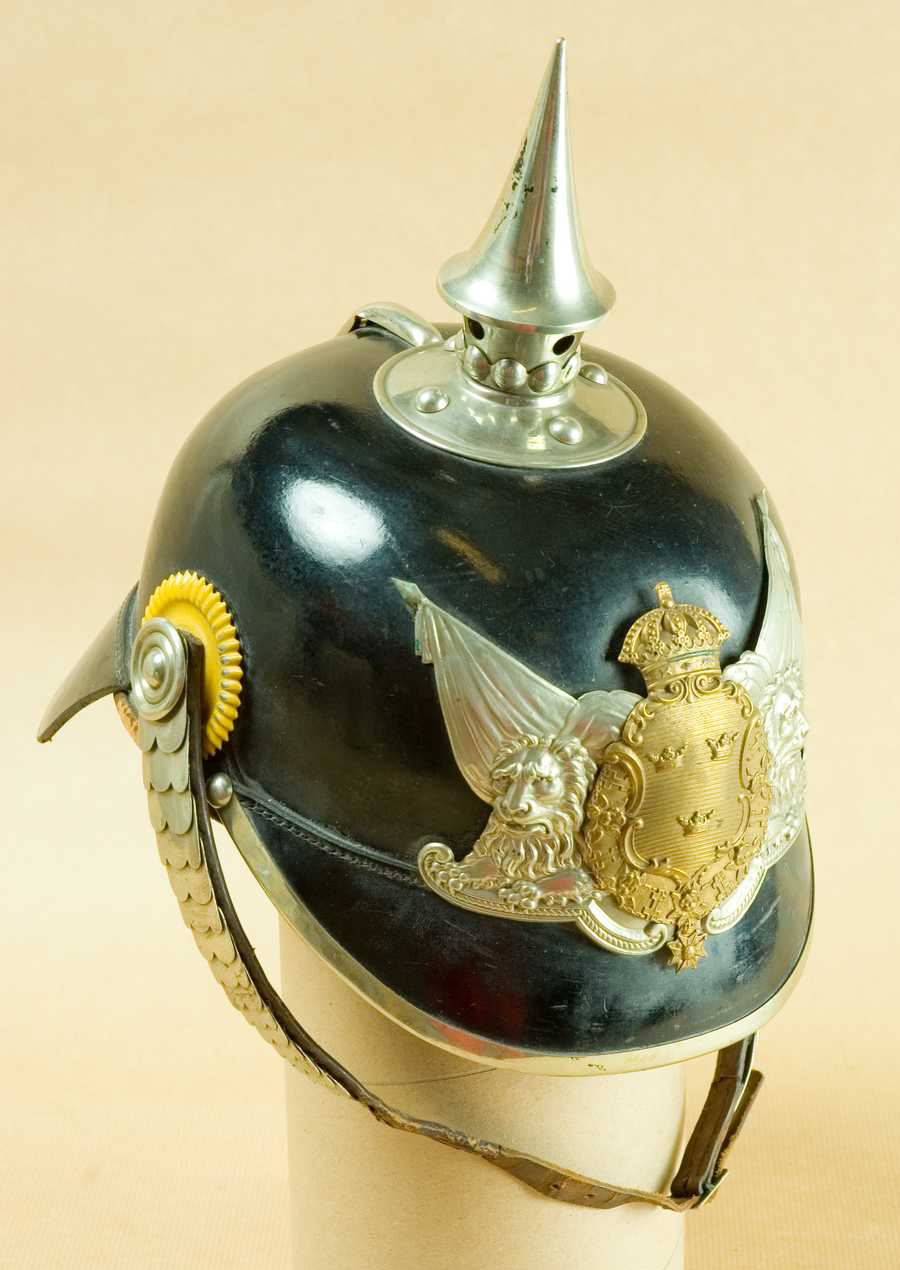
Hjälm m/1887 legénységi változat.
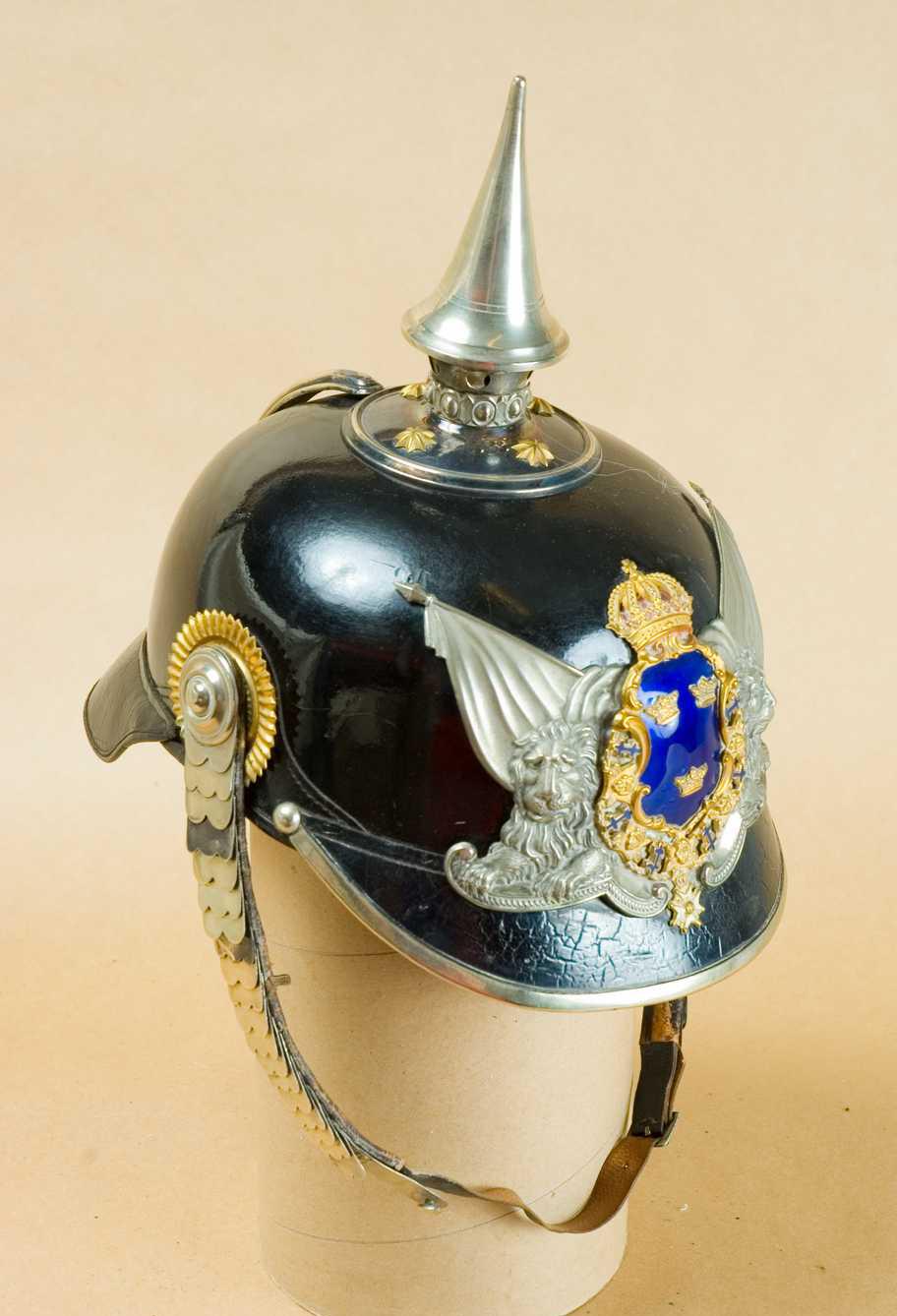
Hjälm m/1887 tiszti változat.
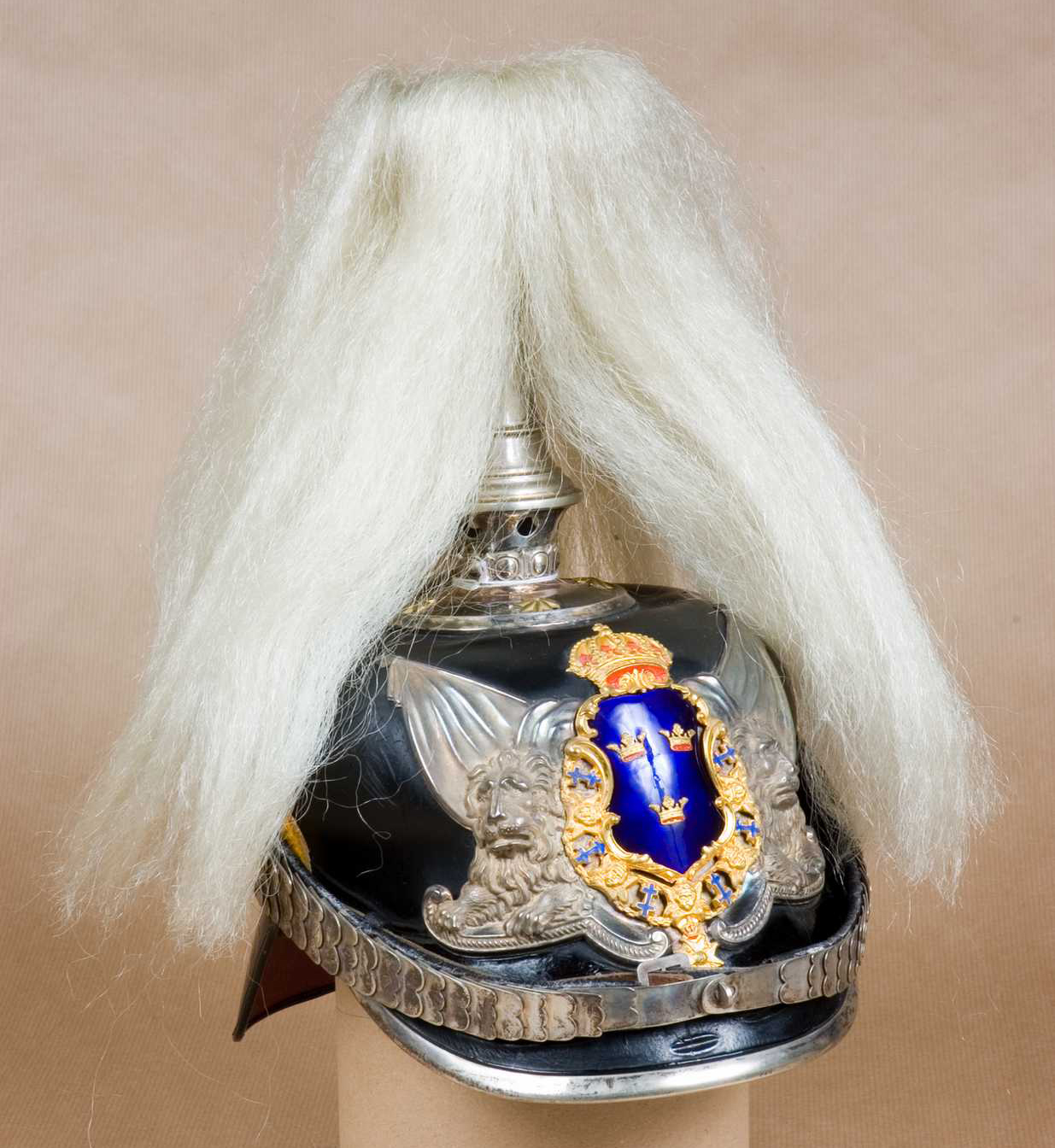
Hjälm m/1887 tiszti változat, lószőrforgóval, díszszemlékre.

### Hjälm m/1886 dragonyossisak

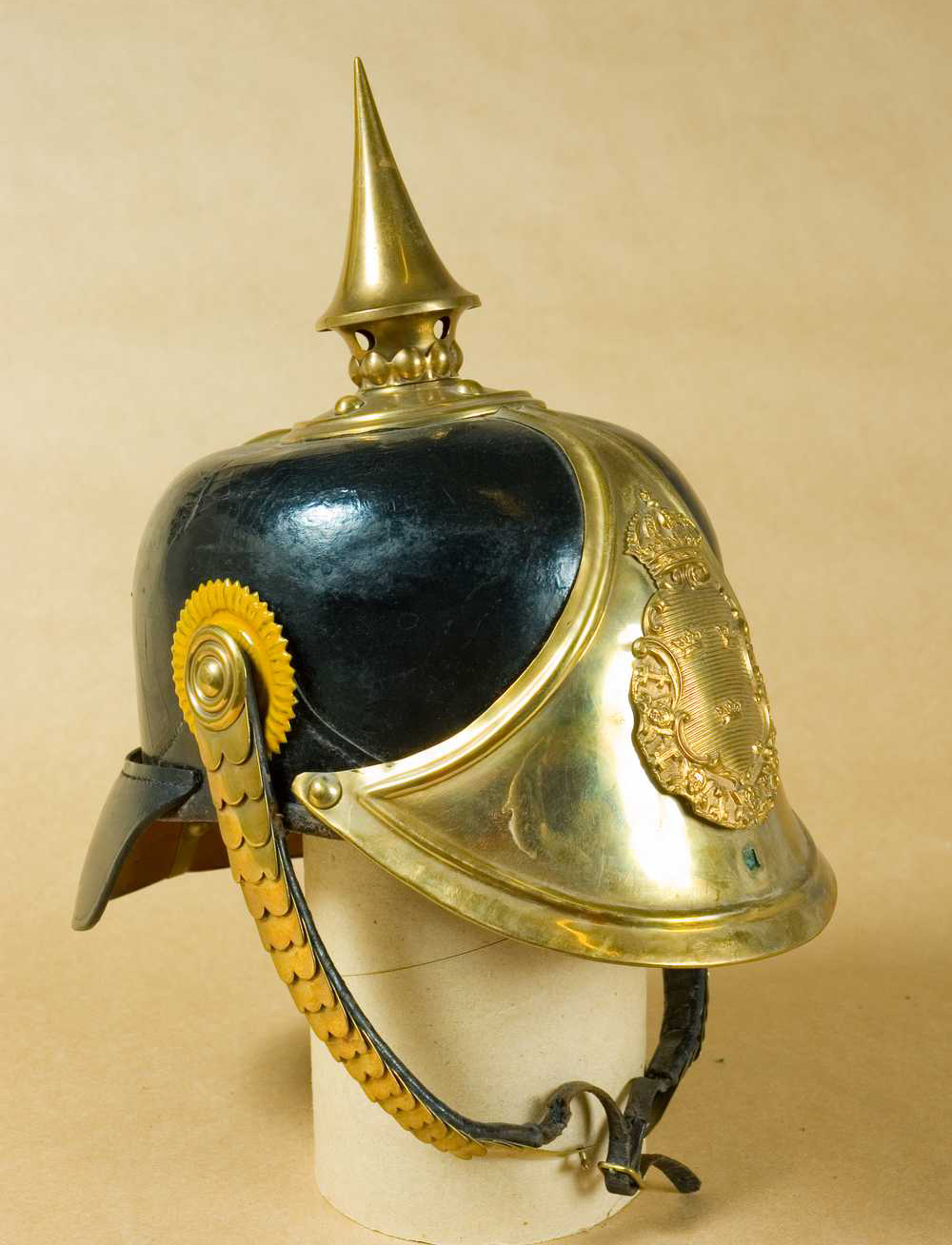
Hjälm m/1886 dragonyossisak, legénységi változat.
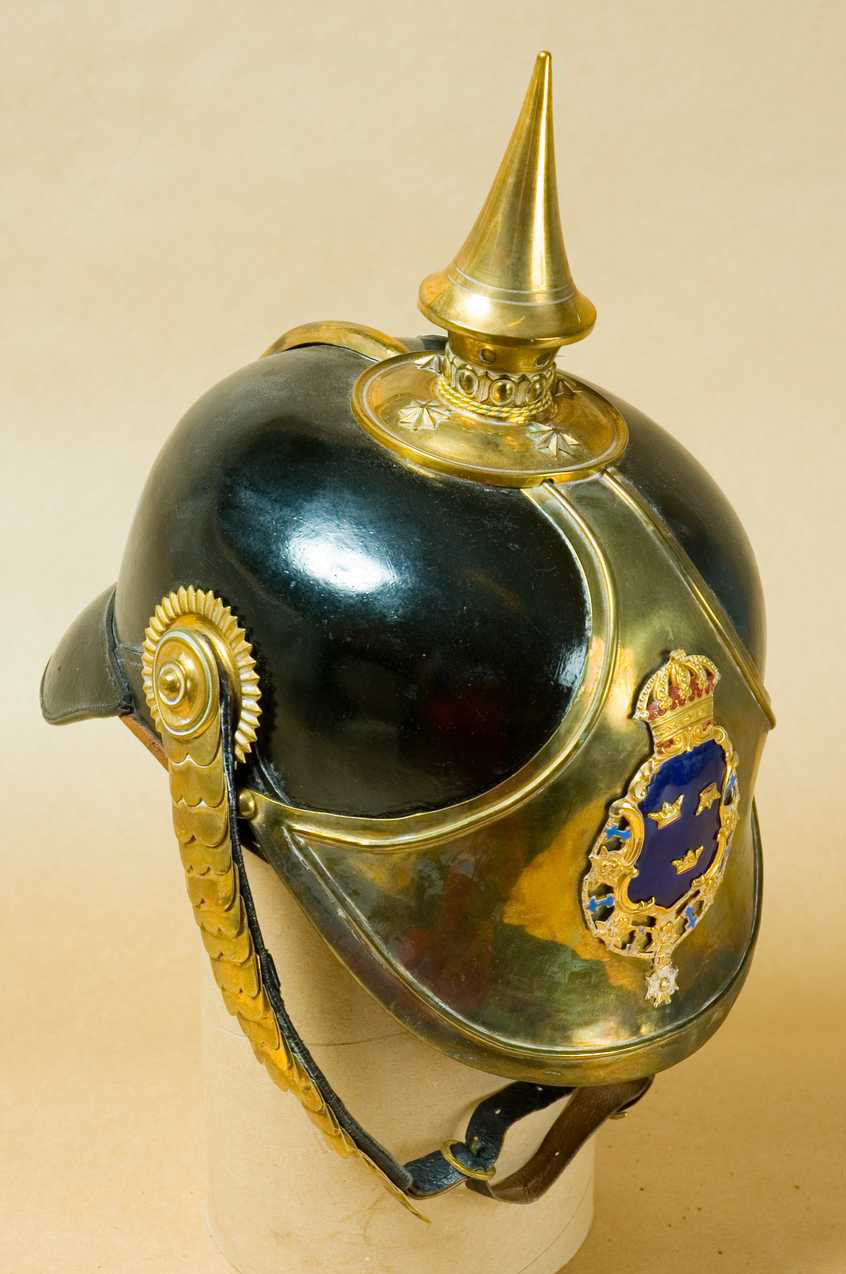
Hjälm m/1886 dragonyossisak, tiszti változat.

### Kask m/1894 dragonyossisak
Kask m/1894 dragonyossisak lakkozott fekete bőrből készült, sárgaréz fém elemekkel és címerrel, a tiszti sisakok címre itt is dekoratív, kék zománcozást kapott. Elsősorban két dragonyosezred viselte, a Scania Dragonyosezred (Skånska dragonregementet), és a Norrlandi Dragonyosezred (Norrlands dragonregemente), de rendszeresítésre került az erődcsapatoknál (Fortifikationen) is. A nevezett alakulatok 1931-ig a díszegyenruhák részeként viselték. Díszszemléken az m/1885 fekete lószőrforgót használták hozzá. 

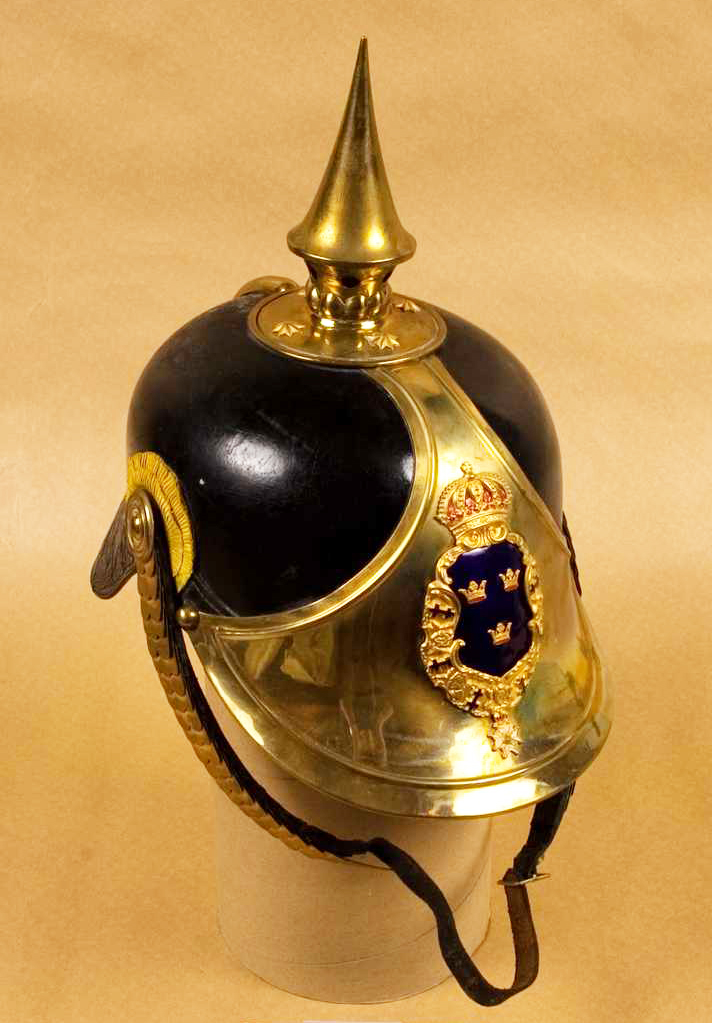
Kask m/1894 dragonyossisak, tiszti változat.
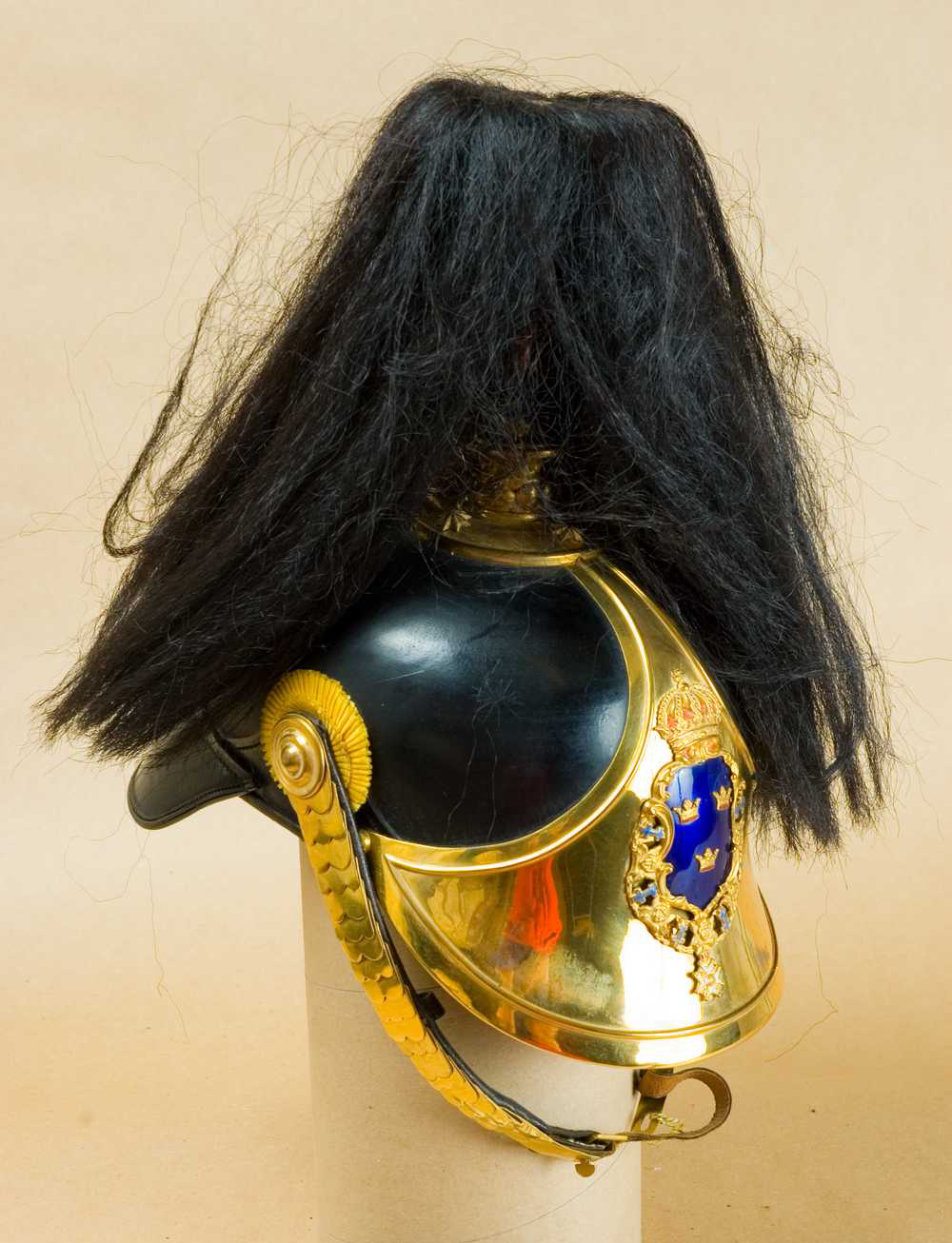
Kask m/1894 dragonyossisak, tiszti változat, a díszszemléken használt lószőrforgóval.

### Hjälm m/1895 dragonyossisak
A hjälm m/1895 dragonyossisak hasonló volt az m/1894 változathoz, annyi különbséggel, hogy a homlokelemez és a hátsó sín sárgaréz helyett ezüstszínű fémből készült, illetve hátul, díszítő elemként megjelent egy sárgaréz babérkoszorú. A sisakszíjon, és annak pikkelyein szintén változtattak. Ez a sisak csak a Dragonyos Testőrezrednél (Livregementets dragoner) került rendszeresítésre. Díszszemléken az m/1887 lószőrforgóval használták.

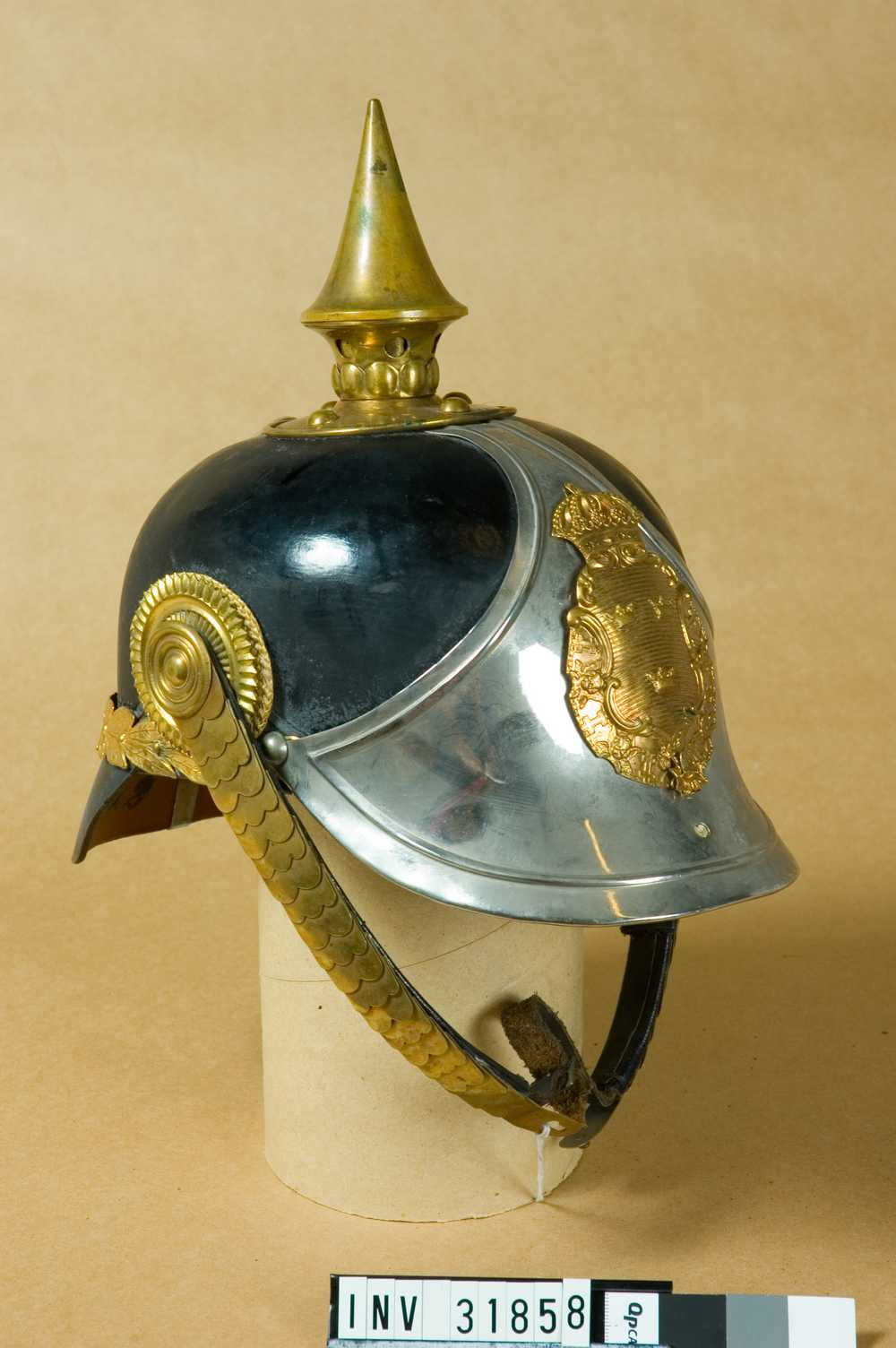
Hjälm m/1895 dragonyossisak, legénységi változat.
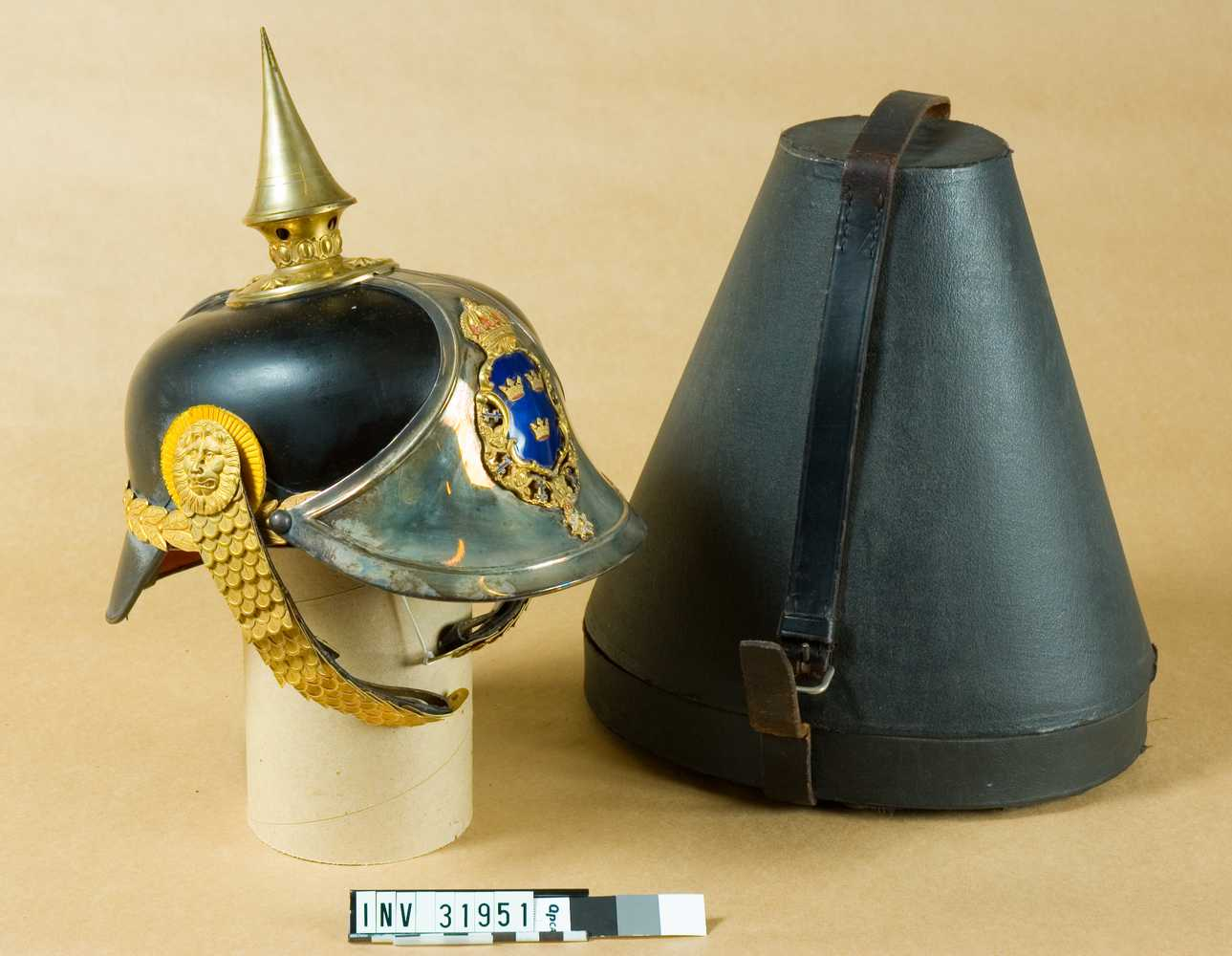
Hjälm m/1895 dragonyossisak, tiszti változat.
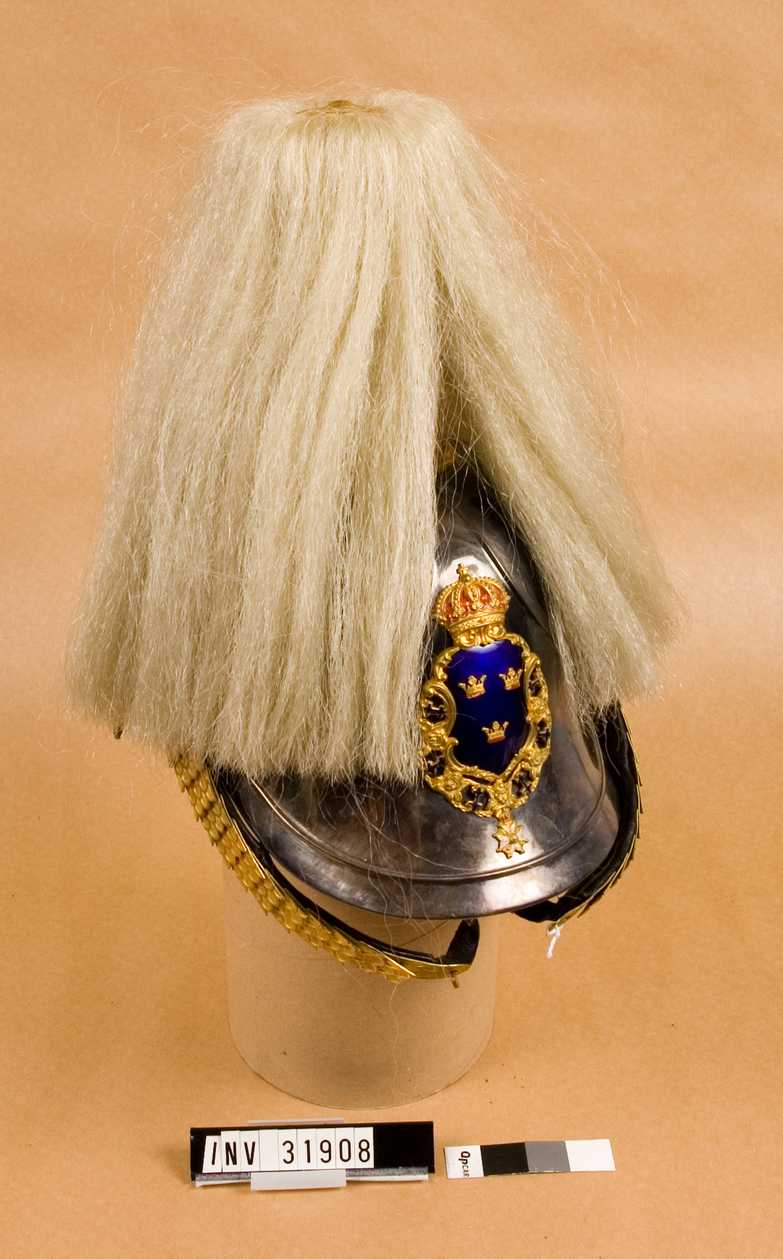
Hjälm m/1895 dragonyossisak, tiszti változat, a díszszemléken használt lószőrforgóval.

### Hjälm m/1879 nehézlovassági fémsisak
1879-től a nehézlovasság számára, a német, fémből készült Pickelhaube sisakok mintájára új sisakot rendszeresítettek, ez volt a
Hjälm m/1879. 1900-ban és 1928-ban kisebb módosítások történtek a sisakon, jelenleg az m/1879-1900-1928 használatos svéd díszegységeknél.

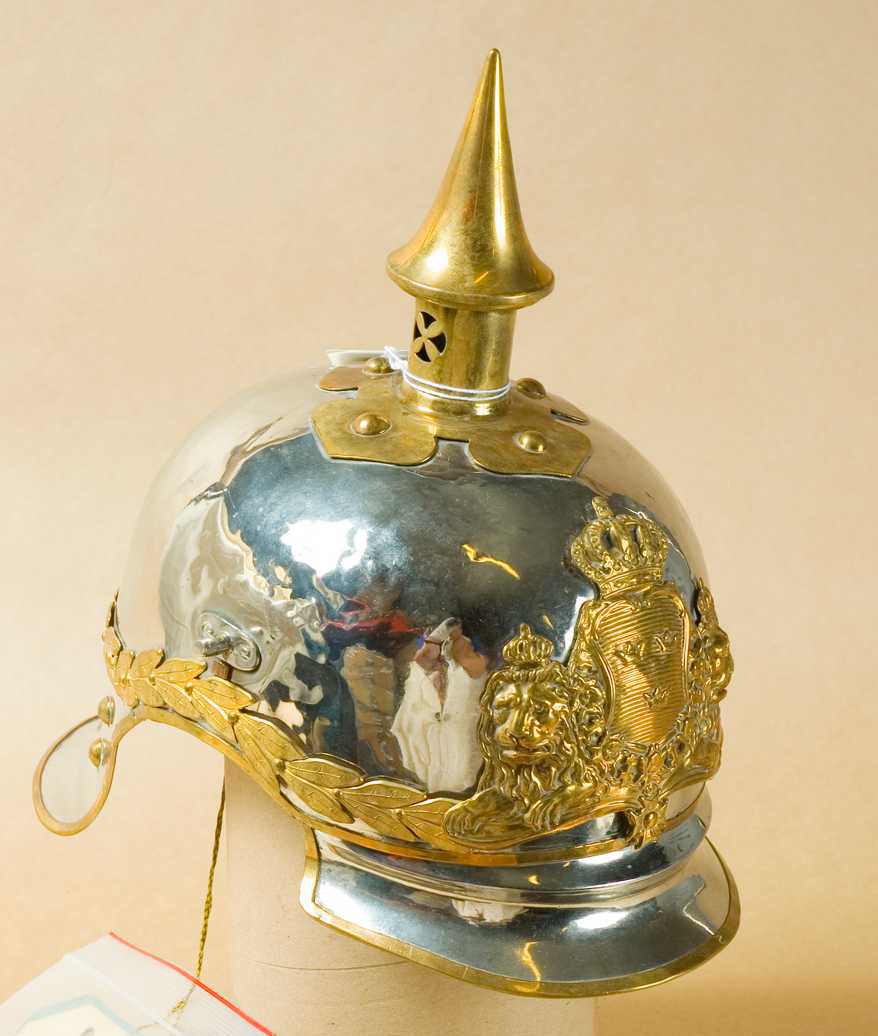
Hjälm m/1879-1900 legénységi változat, a pikkelyes fém sisakszíj hiányzik.
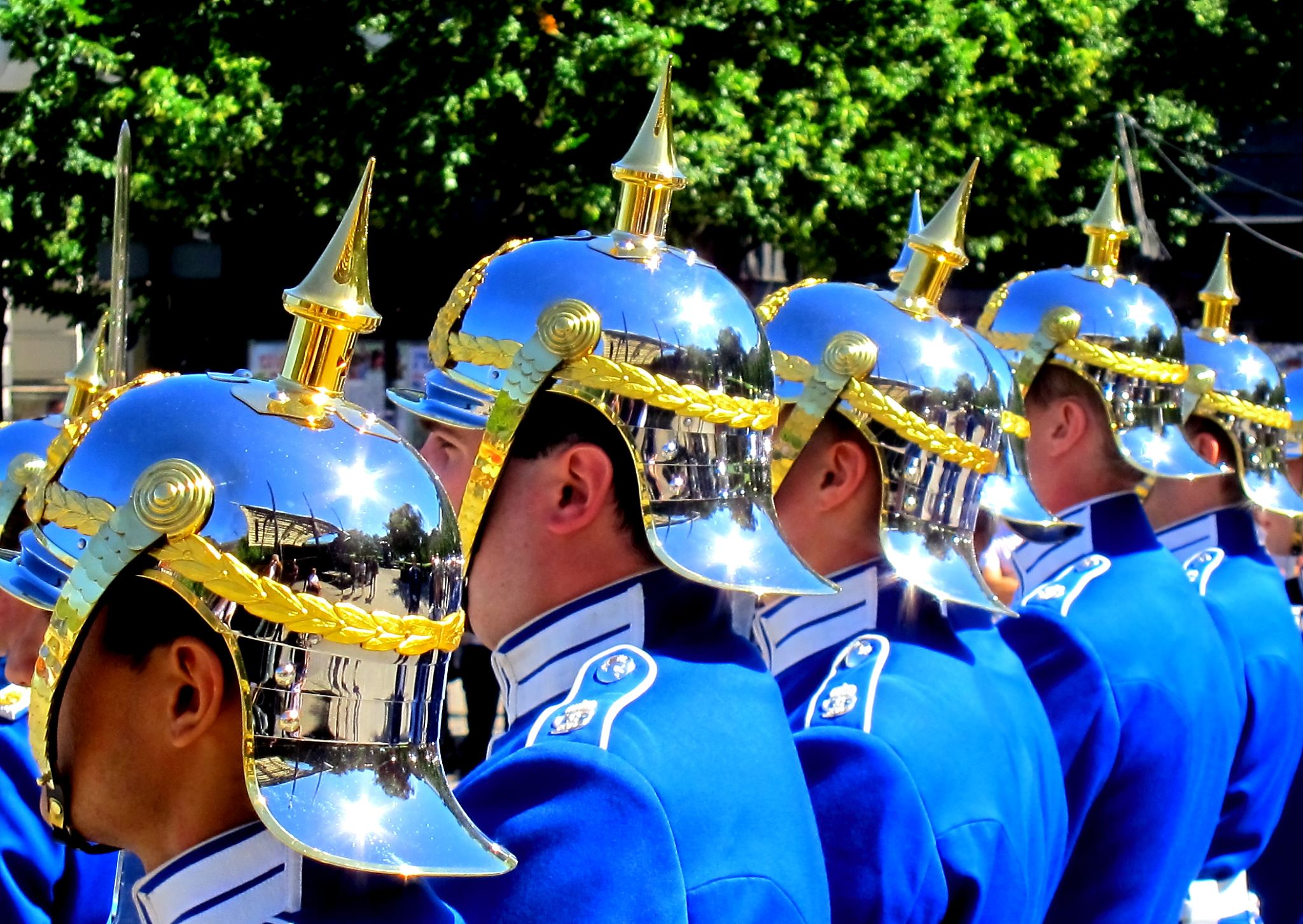
Hjälm m/1879-1900-1928 legénységi változat.
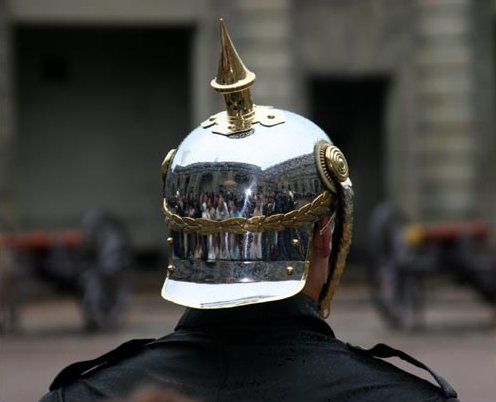
Hjälm m/1879-1900-1928 legénységi változat, hátulról.
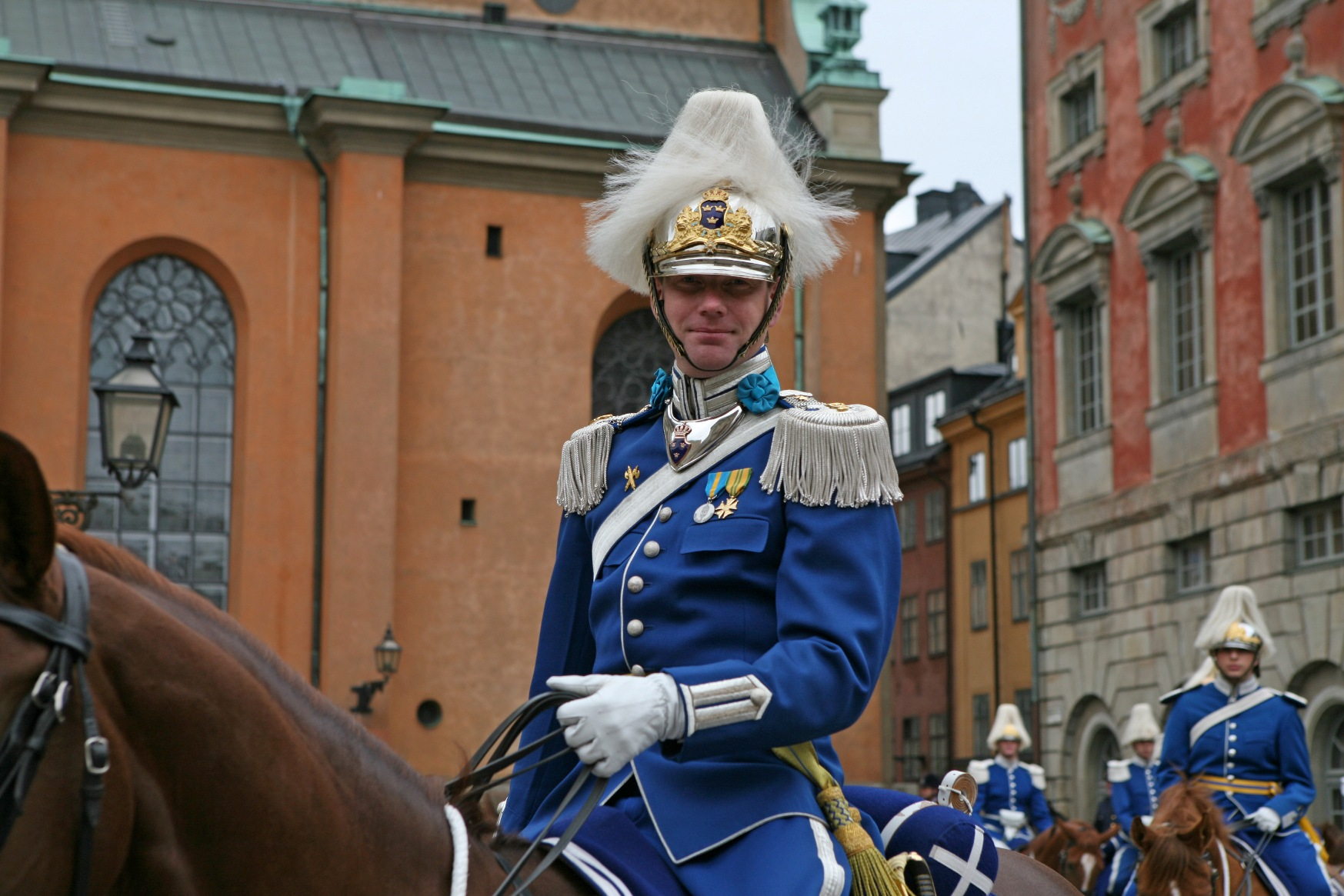
Hjälm m/1879-1900-1928 tiszti változat, díszszemléken és ünnepi alkalmakkor használt lószőrforgóval.

## Egyesült Királyság, Brit Birodalom, Nemzetközösség

### Albert Pattern helmet, 1847
1847-től Viktória királynő férje, Albert herceg döntésére a brit nehézlovasság, elsőként a Household Cavalry, illetve a gárdadragonyosok és a dragonyosok egységei rendszeresítettek egy a Pickelhaube sisakon alapuló lovassági sisakot, "Albert Pattern" néven.  Ezt a sisakot díszegyenruhák elemeként máig viselik. 

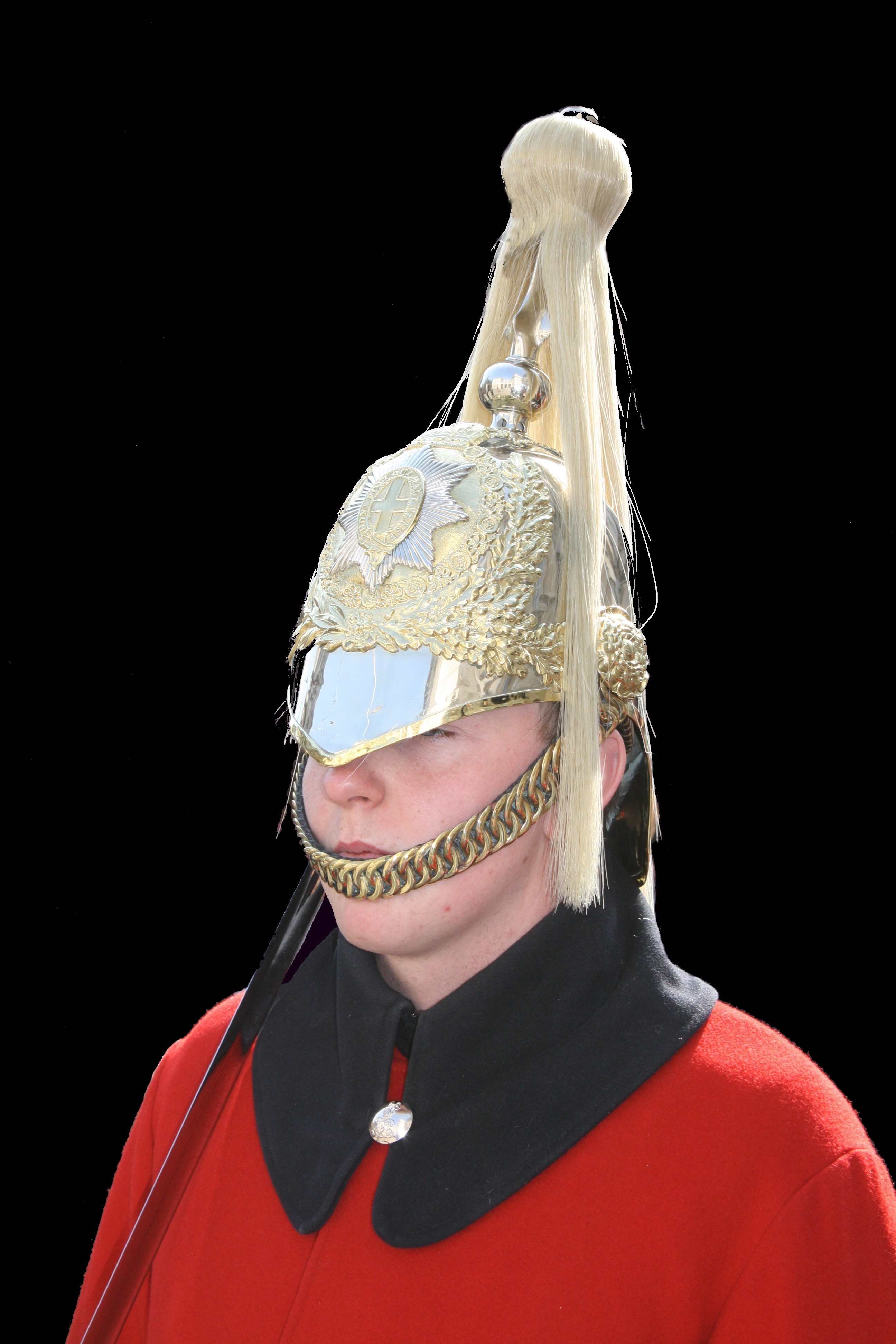
"Albert Pattern" sisak a Testőrgárdaezred (Life Guards) vértes nehézlovasán.
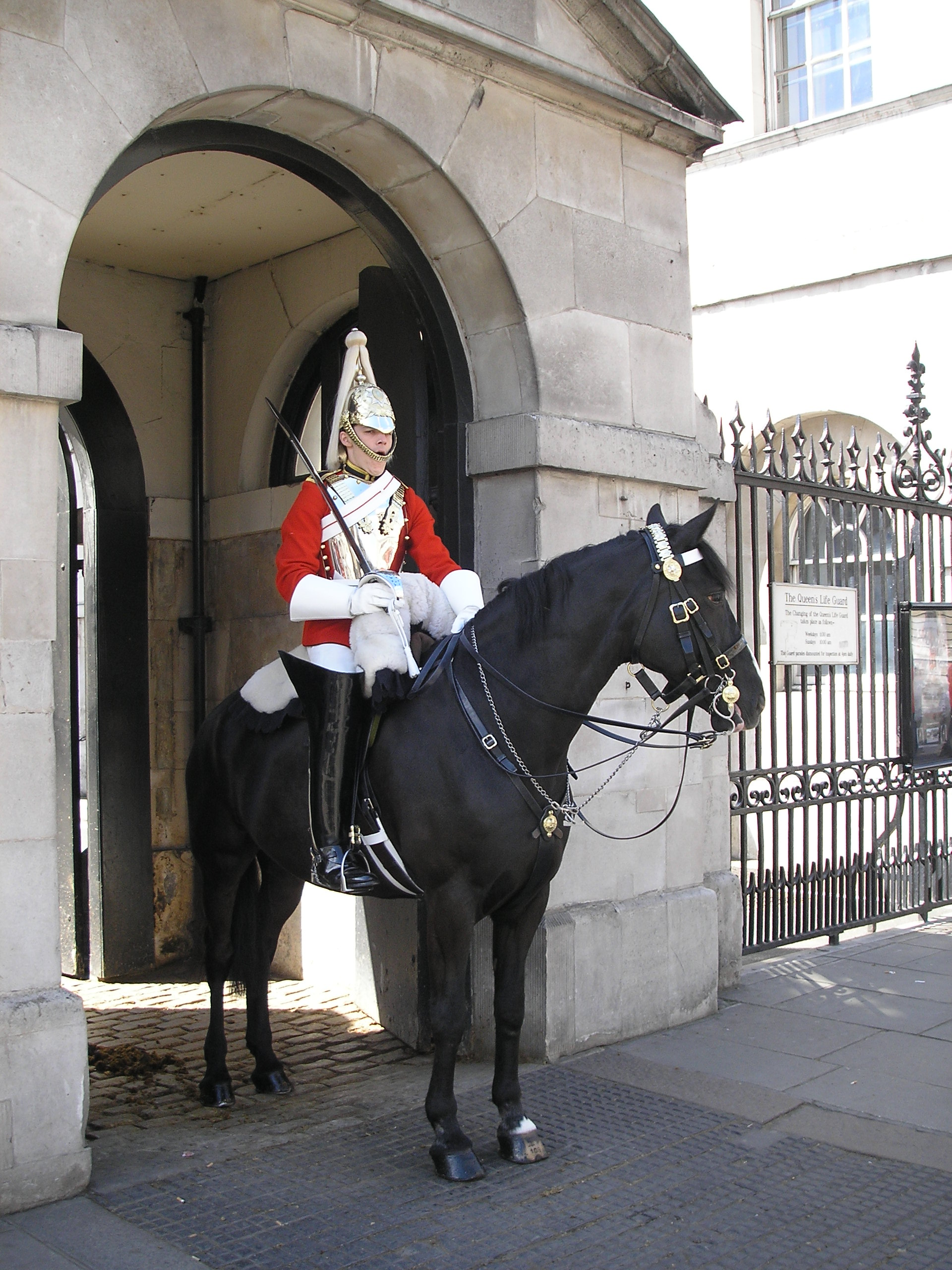
"Albert Pattern" sisak a Testőrgárdaezred (Life Guards) vértes nehézlovasán.
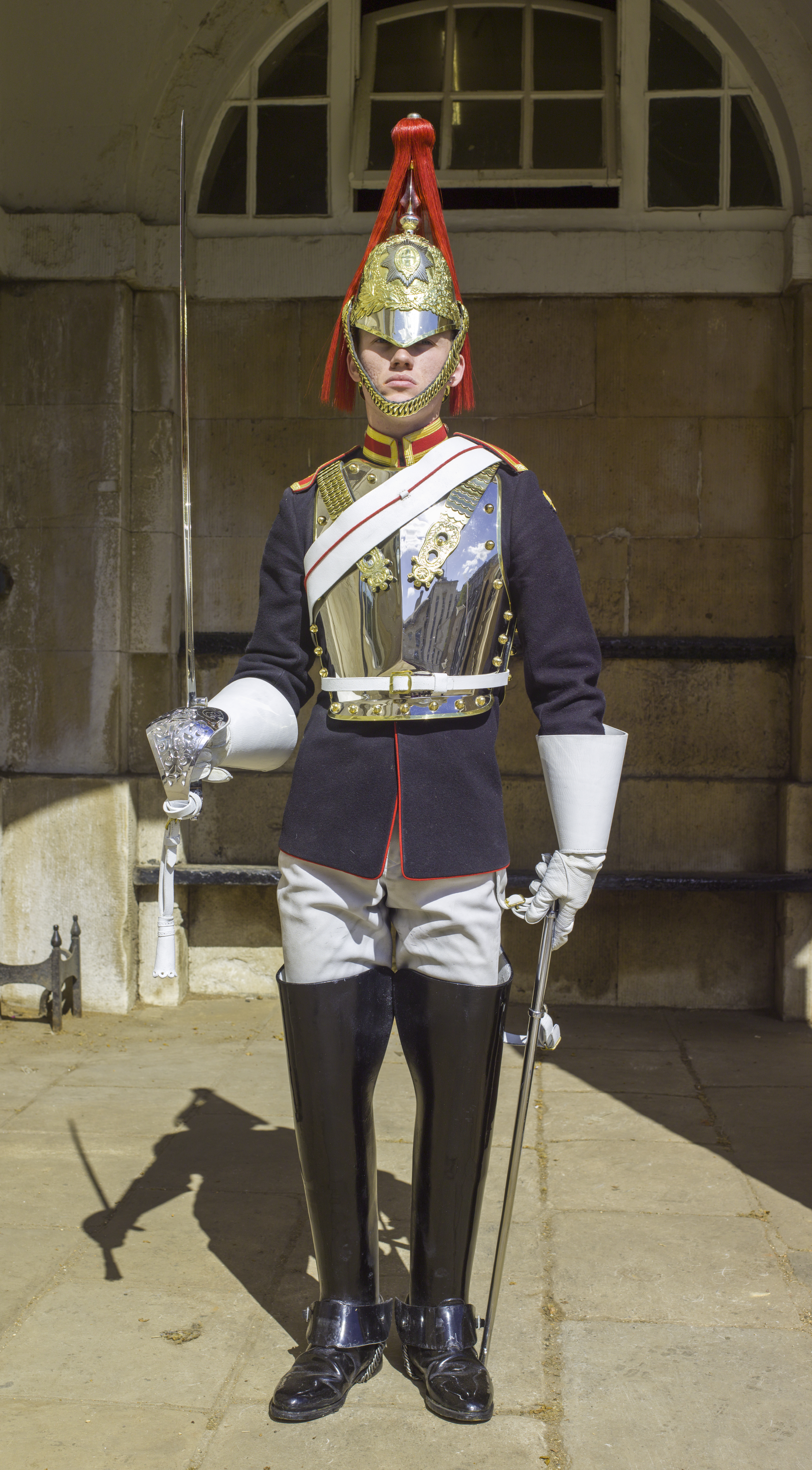
"Albert Pattern" sisak a Királyi Gárdalovasság és 1. Dragonyosezred (Royal Horse Guards and 1st Dragoons, másként a Blues and Royals) vértes nehézlovasán.

In 1847, the Household Cavalry, along with British dragoons and dragoon guards, adopted a helmet which was a hybrid between the Pickelhaube and the traditional dragoon helmet which it replaced. This "Albert Pattern" helmet was named after Albert, Prince Consort who took a keen interest in military uniforms, and featured a falling horsehair plume which could be removed when on campaign. It was adopted by other heavy cavalry regiments across the British Empire and remains in ceremonial us

### Home Service helmet, 1878
A Brit Hadsereg (British Army) 1878-ban rendszeresített az addigi csákó helyett egy Pickehaube stílusú, hegyes csúcsdíszes sisakot "hazai szolgálati sisak" (Home Service helmet)  néven, de ez lakkozott bőr helyett szövetből készült, melyet a sorgyalogság (line infantry) feketébe hajló sötétkék, a könnyűgyalogság zöld, egyes önkéntes egységek szürke színben viseltek. A tüzérség és a műszaki csapatok ilyen sisakjainak csúcsdísze gömb alakú volt. Ezek a brit sisakok 1902-1903-ig, a khaki színű új egyenruhák bevezetéséig szolgálati sisakokként voltak használatosak, ezt követően azonban már csak díszegyenruhák részét képezték, ebben a minőségben egyes brit egységek ma is rendszerben tartják.

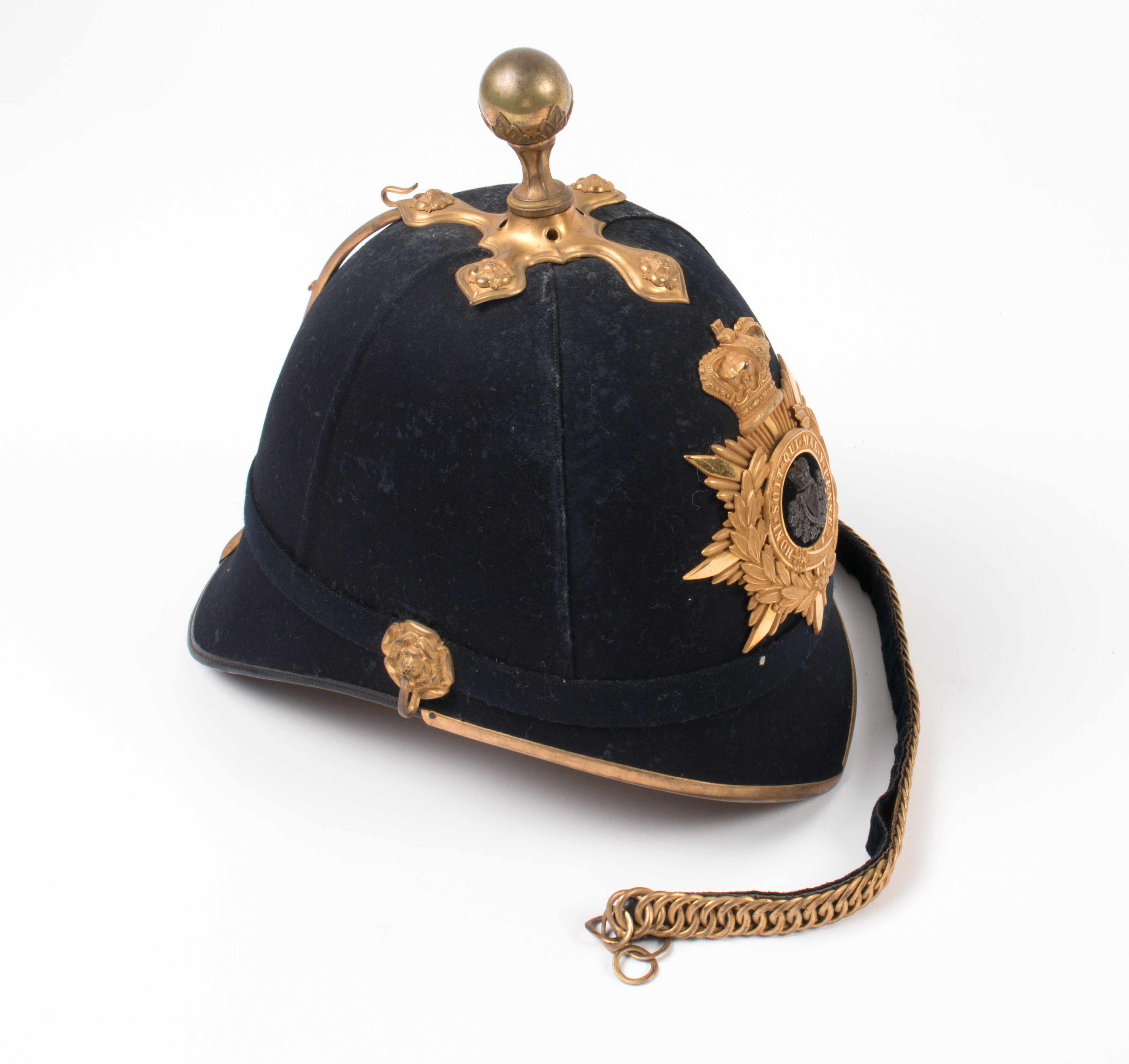
A brit Royal Irish Regiment 1878-as mintájú Home Service helmet sisakja.
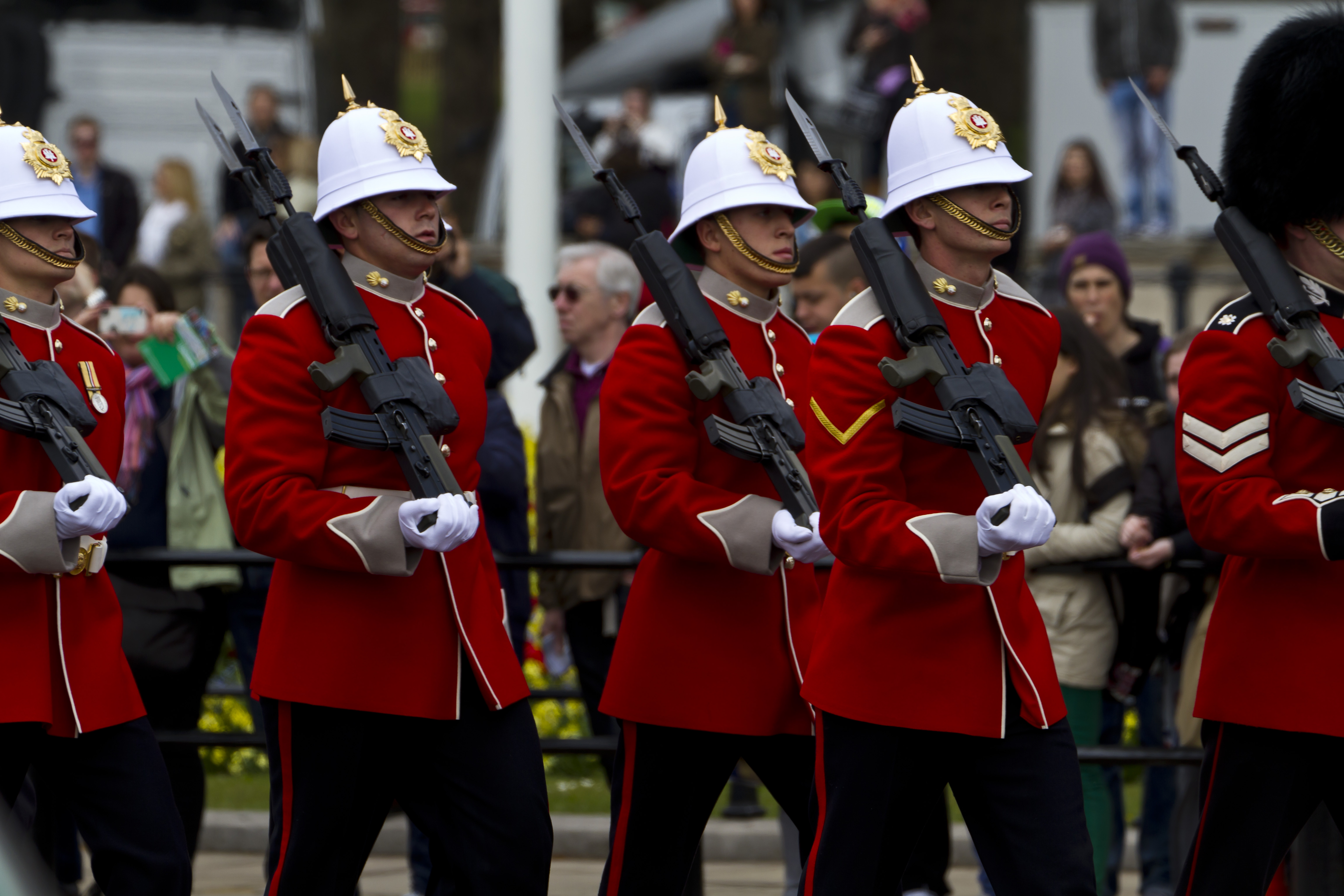
A brit Royal Gibraltar Regiment díszegyenruhájának ma is részét képezi a Home Service helmet.
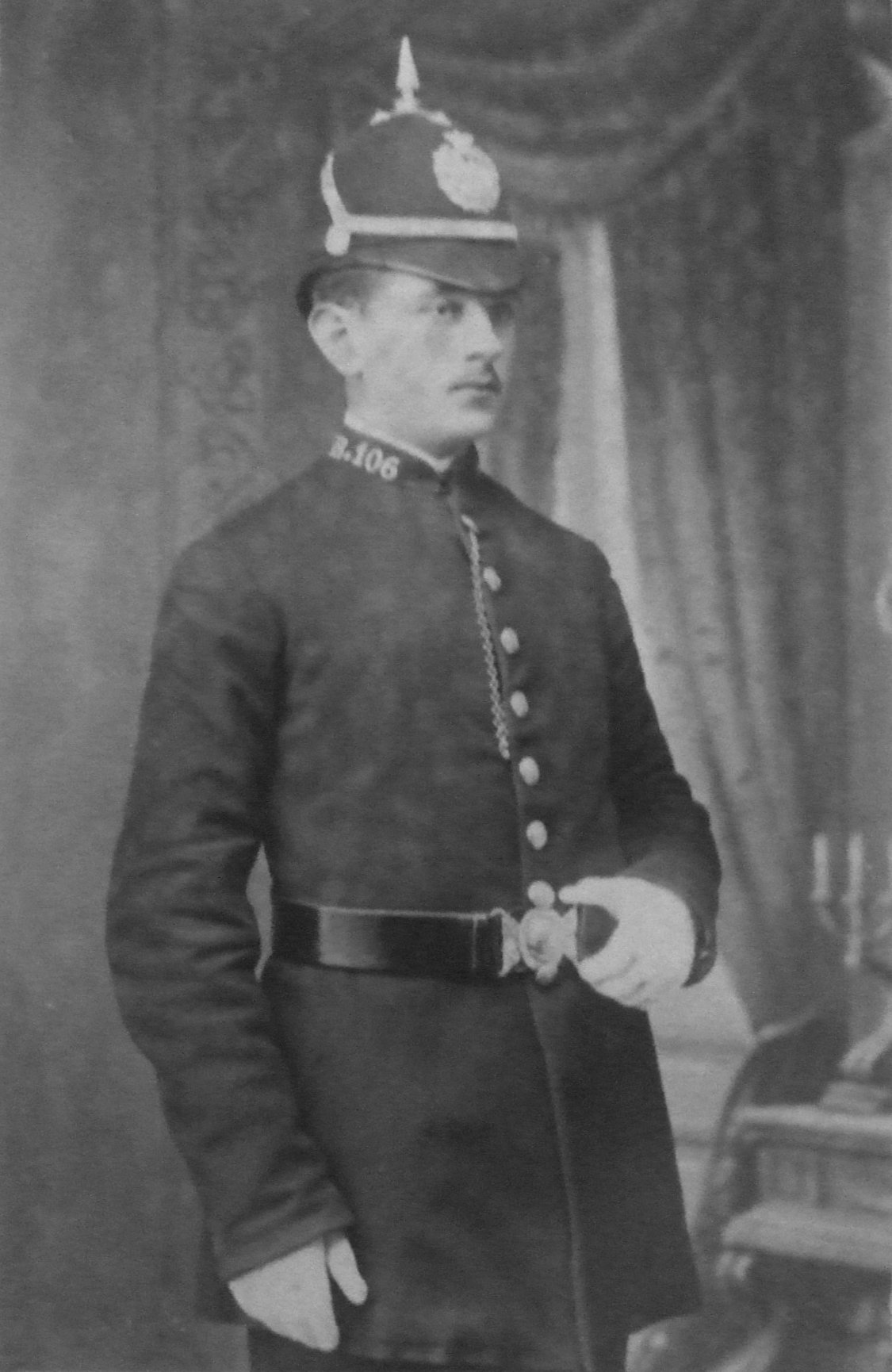
A Birmingham City Police rendőre 1891-ben, Home Service helmet mintájú sisakban.
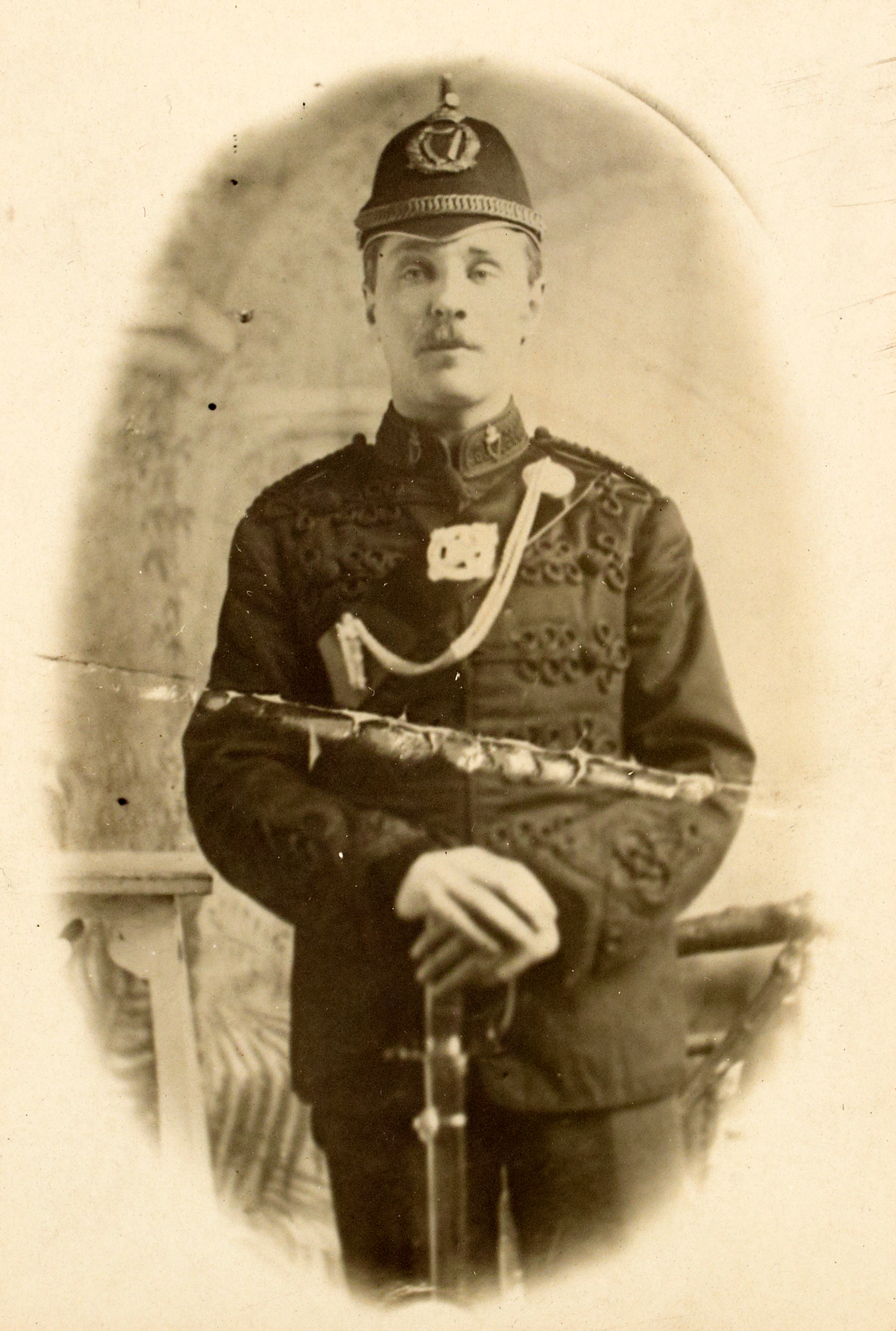
A Royal Irish Constabulary rendőre 1900 táján, Home Service helmet mintájú sisakban.

### Custodian helmet
A londoni rendőrség (Metropolitan Police Service) 1863-tól rendszeresített custodian helmet típusú rendőrsisakjai szintén a porosz Pickelhaube mintáját követték, ezek azonban merevített szövetből készültek, és nem volt hegyes csúcsdíszük, így tulajdonképpen nem Pickelhaube sisakok. Idővel az Egyesült Királyság rendőri szervezeteinek jellegzetes, kisebb változtatásokkal máig viselt  sisakjává váltak. Néhány brit rendőri szervezet, mint a Birmingham City Police, vagy a Royal Irish Constabulary azonban hegyes csúcsdísszel viselték, ezen változatok ellenben már besorolhatóak a Pickelhaube sisakok közé.

## Felhasznált irodalom
- Cron, Hermannː Imperial German Army 1914-18ː Organization, Structure, Orders of Battle Helion & Company Ltd, Solihull, 2006 ISBN 1 874622 29 9
- Passingham, Ianː All the Kaiser's Men. The Life and Death of the German Army on the Western Front 1914-1918, Sutton Publishing Limited, Stroud, 2005 ISBN 0 7509 4241 X
- Zuber, Terenceː Inventing the Schlieffen Planː German War Planning, 1871-1914 Oxford University Press, Oxford-New York, 2002 ISBN 0-19-925016-2